# Vedra
Vedra es un municipio de España ubicado en el sur de la provincia de La Coruña, comunidad autónoma de Galicia. Limita con los ayuntamientos de Boqueijón, Santiago de Compostela, Teo y La Estrada. Al sur del municipio se encuentra el río Ulla, haciendo frontera natural con la provincia de Pontevedra. La capital se sitúa en la parroquia de Santa Eulalia de Vedra, en la Avenida del Maestro Manuel Gómez Lorenzo, importante maestro emigrado de principios de siglo XX. A fecha de 2021 la población asciende a 5032 habitantes, lo que supone una densidad poblacional de 95,3 hab./km².
Existen pruebas de la presencia del hombre ya en la prehistoria en el municipio vedrés. Posteriormente los romanos, los pueblos suevos y visigodos e incluso los musulmanes pasaron por estas tierras. A partir del siglo XV Vedra empieza a ser considerada por la clases nobles, especialmente santiaguesas, para establecer sus residencias, generalmente casas nobles y pazos. Desde el siglo XVII ya se dividía en sus actuales doce parroquias y siempre muy ligado a la ciudad de Santiago. La guerra de independencia tuvo gran influencia en la historia de Vedra y posteriormente, las guerras carlistas, aunque en menor medida.
Históricamente el municipio está muy vinculado a Santiago de Compostela, por su proximidad, su relación con el Camino de Santiago y su influencia en la vida política, económica, social y cultural. Por esta razón tanto a Vedra como a la comarca del Ulla en general se la conoce como la «huerta y jardín de Compostela». Sucede lo mismo, aunque en menor grado, con el municipio de La Estrada.

## Toponimia
Existen varias teorías sobre el origen del topónimo Vedra. Según algunos autores significa «camino de tránsito» y proviene del antiguo camino de peregrinación conocida como Vía de la Plata, aunque la teoría más apoyada es la que apunta que procede del latín vetera, que significa antigua o vieja.
En 1775 Martín Sarmiento, señala este hecho en una de sus obras:

Aquí debo repetir que los Lombardos, Godos, &c. tomaban los plurales neutros como singulares. [...] Vedra, cosa vieja, de vetera; y así Ponte-vedra: Mor-viedro, Torre-vedra, viene de Puente, Muro, y Torre, viejos, c.
Obras póstumas, Martín Sarmiento

Más recientemente en la obra Toponimia de Galicia de Fernando Cabeza Quiles, en la página 329 escribió:

En cuanto a Vedra, nombre de municipio y parroquia de la provincia de Coruña, quizás sea un topónimo procedente del adjetivo vetera, que perdió su sustantivo, supuesto que no podemos asegurar, mientras no encontremos este nombre de lugar con esa forma en documentación antigua. El adjetivo vetera/veteru, tan prolífico en la toponimia gallega, apenas se tiene un representante más allá de nuestra frontera.  Nos referimos al topónimo valenciano Morvedre, en castellano Murviedro, de muru veteru, "muro vedro", que es un nombre antiguo (visigodo) de Sagunto, que perduró hasta el año 1868. A la parte del adjetivo vetera/veteru, de vetus-veteris derivan palabras como vetusto="muy antiguo" y "veterano", "persona de mucha experiencia en un oficio o actividad [...]
Toponimia de Galicia, Fernando Cabeza

## Símbolos

Escudo de Vedra oficializado en 1996.

El escudo y la bandera de Vedra se oficializó el 23 de septiembre de 1996 con la publicación en el DOG. En el centro un palo heráldico que hace alusión a su topónimo (vía vétera o camino antiguo) y dentro doce vieiras en recuerdo a las doce parroquias y a su vinculación con la ruta jacobea. Complementan el escudo dos dragones enfrentados procedentes del escudo de armas de los Ibáñez de Mondragón. La bandera dividida en dos mitades, a la izquierda sobre fondo amarillo un dragón verde y a la derecha fondo verde.

Artigo primeiro.-Aproba-lo escudo heráldico do concello de Vedra, que quedará organizado do seguinte xeito: De ouro (amarelo), un pao de sinople (verde), cargado de doce vieiras de ouro (amarelo), e flanqueado de dous dragóns de sinople, afrontados e linguados e unllados de gules (vermello). Ó timbre, coroa real pechada. Artigo segundo.-Aproba-la bandeira do Concello de Vedra, que quedará organizada do seguinte xeito: partida ó centro, de verde ó batente e de amarelo á hasta, cun dragón verde, linguado e unllado de vermello.
Diario Oficial de Galicia nº 186. 13 de septiembre de 1996.

## Historia

### Prehistoria
Los restos más antiguos que se conservan en el ayuntamiento dan a entender que la presencia del hombre en la zona se remonta a varios millones de años. Los más representativos son las mámoas de Cimadevila en San Miguel de Sarandón; la Quenlla das Medas en San Pedro de Vilanova y la de Paizás. También se han documentado cinco yacimientos al aire libre de la Edad de Bronce: dos en A Golda (San Pedro de Sarandón), dos en As Penizas (San Andrés de Trobe) y uno en Ximonde (San Miguel de Sarandón).

### Edad Antigua

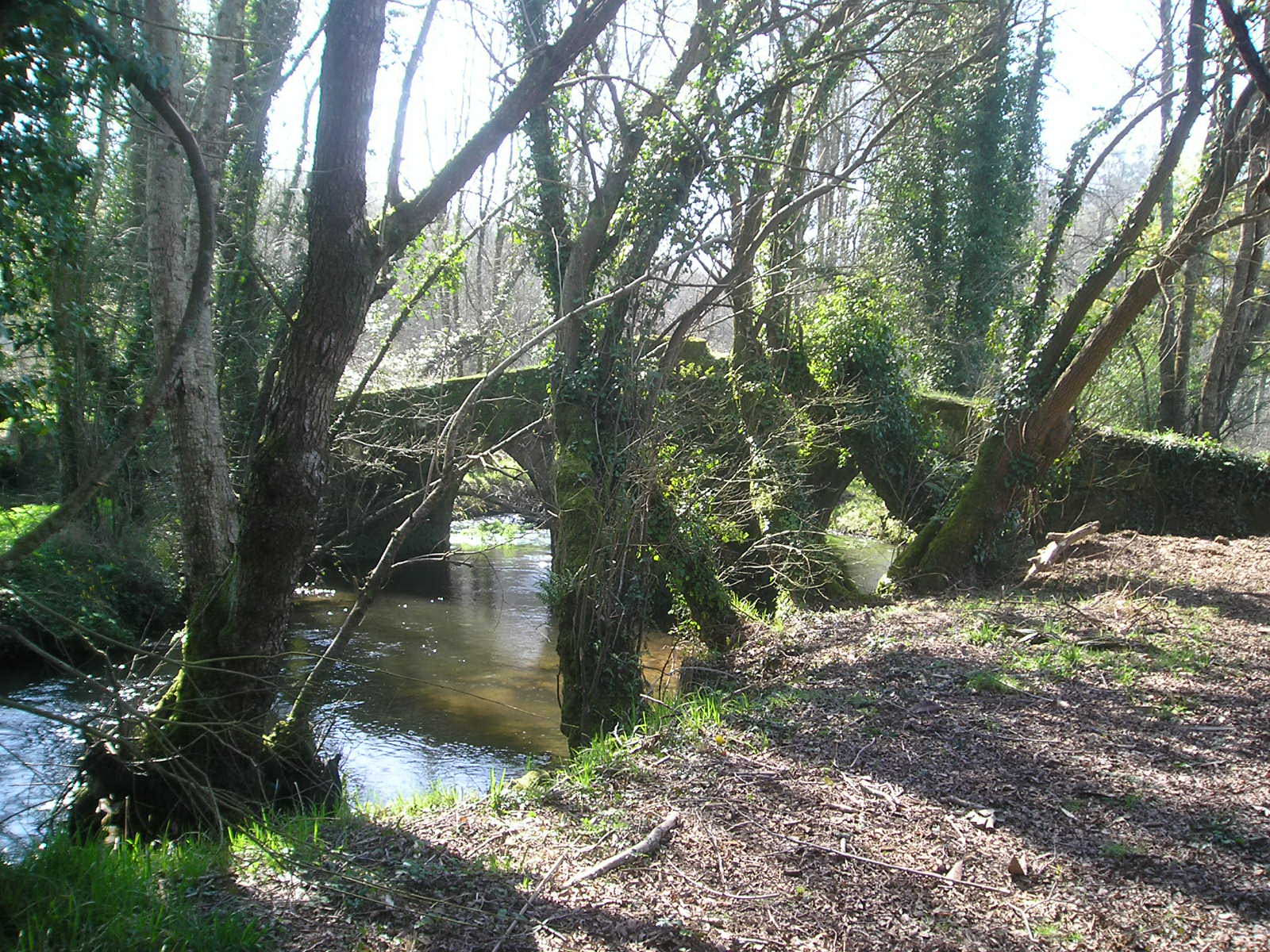
Ponte Busacos ubicado en el lugar de Sales, de la parroquia de San Fins. Salva el río Pereiro y por él transcurre la Vía de la Plata.

La cultura castreña dejó patente su presencia con seis castros en el ayuntamiento, fechados a finales de la Edad de Bronce, alrededor del 800 a. C. Estos están situados en: Illobre; entre San Cristovo de Merín y San Miguel de Sarandón; en Ponte Ulla; en San Mamede de Ribadulla; en Santa Eulalia y en Santa Cruz de Ribadulla. Los primeros testimonios escritos datan de la época romana que hablan de rutas que cruzaban por Vedra, aunque sin asegurar que fuesen vías romanas. En 1867 se encontraría en el lugar de A Gándara un miliario de la época del emperador Calígula por el que pasaba la cuarta vía militar romana, de la que se dice que constituyó el antiguo camino de la peregrinación. Aunque esta vía se encuentra cortada por la carretera se conserva un puente de dos arcos de medio punto y un tercer rectangular, conocido como Ponte Busacos (San Fins de Sales). También se localizó un anillo romano en San Xián de Sales, con un grabado que lo sitúa entre el siglo II y III d. C.

### Edad Media
A Galicia llegaron posteriormente los Suevos y los Visigodos que dejaron su presencia en forma de topónimos que en el caso de Vedra se encuentran varios: Guimaráns, Gundián, Ramil, Trasariz o Ximonde. La invasión musulmana en la península alcanzó el municipio vedrés especialmente en la zona sur pegada al río Ulla. Entre 968 y 970 la llegada de pueblos vikingos causaron que el monasterio de San Xoán da Cova (Ponte Ulla) tuviese que ser restaurado. Los monjes de dicho monasterio construyeron en el año 990 una capilla en el lugar de Gundián tras la aparición de una santa.
En 1467 los habitantes de las tierras de Vedra participaron en la Irmandade Xeral do Reino de Galicia contra las casa feudales provocando el derrumbe o dañando más de cien fortalezas.

### Edad Moderna

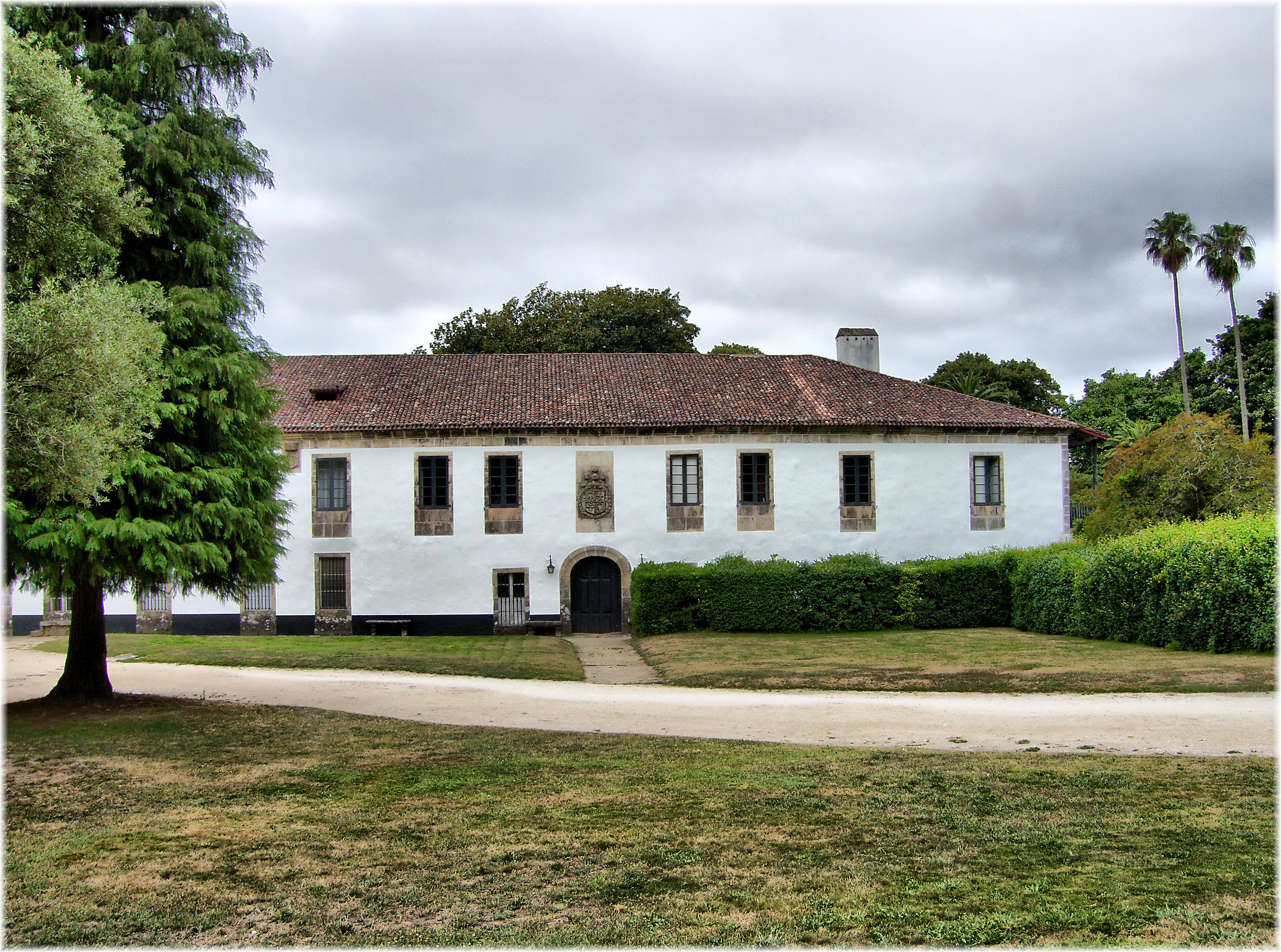
Pazo de Santa Cruz de Ribadulla, construido en el siglo es un ejemplo del asentamiento de la nobleza en la comarca del Ulla.

En la Edad Moderna la conocida como Tierra de Santiago se extiende dando lugar a una nueva nobleza que en el caso de Vedra surgen los marquesados de Santa Cruz de Ribadulla o el condado de Ximonde. Por entonces la Universidad y el Hospital Viejo de Santiago de Compostela tenían derechos sobre algunos bienes como el casal de Argunte (San Mamede de Ribadulla) por lo que debían rendir tributos. En 1542 Carlos V pidió un informe sobre el estado de las calles, fuentes, murallas del Camino de Santiago, (en Vedra el puente de Busacos) Aunque no se sabe si finalmente se llegaron a reparar dichas construcciones. Años después en 1574 un temporal destruyó el monasterio de San Xoán de Cova y dejó muy dañado los puentes de A Ulla y Sarandón. El primero se reconstruyó en 1612 y el segundo se desconoce, ya que tuvo que repararse en 1708 por otra riada. Sin embargo en lugar de eso se sustituyeron por dos barcazas, también conocidas como «de Sarandón», que permitían cruzar el río a personas y mercancía. Eran arrendadas por períodos de cuatro a seis años. Este hecho dio lugar al nombre de «la barca de Sarandón» que se utilizó para referirse al lugar por donde de cruzaba el río. Posteriormente en 1737 se concedió permiso para reparar ambos puentes, aunque existen datos que corroboran la existencia de dichas barcas hasta 1926. El puente de A Ulla se terminó en 1835 y el de Sarandón hacia 1930.
A principios del siglo XVII Vedra ya se dividía en doce parroquias, las mismas que en la actualidad y pertenecían al Arzobispado de Santiago. La llegada del maíz a la comarca produce una revolución en la alimentación y la agricultura que afecta notablemente a la demografía. A su vez las familias nobles y burguesas de Santiago se van instalando en el Val del Ulla y adquiriendo propiedades y derechos sobre las tierras. El 99% de los vecinos pagaban tributos en especies al marqués de Santa Cruz y trabajaban sus propiedades ya que el régimen de propiedad era el foro. Gracias al buen clima y a su proximidad con Santiago, la comarca de Vedra fue el lugar donde más se edificaron pazos. Entre otros destacan: el Pazo de Santa Cruz de Ribadulla, construido por los Abraldes emparentados con los Mondragrón. En 1683 Carlos II le otorgaría el título de Marquesado de Santa Cruz. 
Por orden de Pedro de Valdés Feijoo y Noboa se construiría en 1670 la Fonte do Santiaguiño y una capilla seis años después, ambas muy cerca del Camino Real de Orense a Santiago y que utilizaban los peregrinos. Esta ruta conocida también como Vía de la Plata, cruza el municipio por Puente Ulla, San Pedro de Vilanova, luego bordea el Pico Sacro y se adentra en el municipio de Boqueixón para volver de nuevo a Vedra por San Fins de Sales hasta la Gándara y finalmente llegar a Santiago.

### Edad Contemporánea

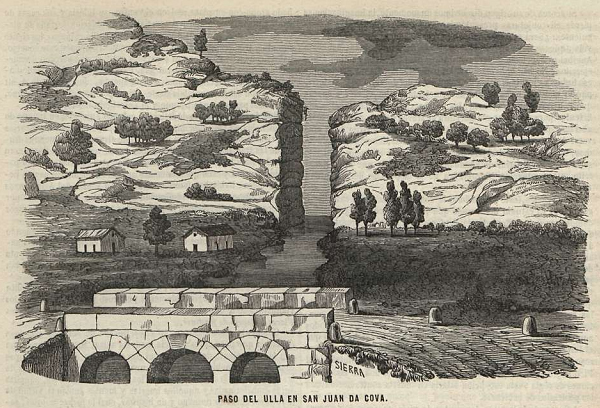
Paso del Ulla en San Juan da Cova. Ilustración publicada en el Semanario Pintoresco Español el 22 de septiembre de 1850.

La guerra de independencia tuvo un gran influencia en la historia de Vedra. Se desconoce cuándo llegaron las tropas francesas al municipio pero se calcula que en torno a 1809 y tampoco se sabe cuándo fueron combatidas. En junio de 1808 se creó el Batallón Literario liderado por el marqués de Santa Cruz, Juan Ignacio Armada con el fin de combatir al invasor y defender la religión, la patria y el rey bajo las órdenes del general Blake. Se sabe que dos franceses, posiblemente militares de las tropas napoleónicas, se asentaron en Vedra y formaron familia.
El Pazo de Ximonde tuvo un papel importante en las guerras carlistas. Su propietaria Jacoba Cisneros de Puga, Condesa de Gimonde, lo utilizó para apoyar la causa carlista, donde guardaba armas y elaboraba pólvora. Además en el mismo pazo el pintor Cayetano Jordán pintó el escudo carlista, banderas y otros objetos.
La emigración que sufrió la comunidad gallega en la segunda mitad del siglo XIX también afectó notablemente a Vedra. Sudamérica, y Argentina en especial, fue el principal destino de los que salieron en búsqueda de un trabajo para aliviar la pobre economía familiar. Un siglo antes, en el XVIII, la emigración hacia colonias españolas en las Indias fue significativa e incluso se llegó a producir un pequeño éxodo de Vedra a Cádiz. El principal motivo era que la ciudad andaluza, pudo servir de punto de partida hacía dichas colonias en el extranjero ya que por entonces era el único puerto autorizado para tal. A principios de XIX la descolonización de los territorios de ultramar interrumpió el flujo migratorio e incluso produjo el retorno para muchos. Aun así la emigración hasta los años 50 y 60 del siglo XX no cesaría, siempre como destino preferente Argentina, y en menor grado Uruguay, Cuba y Brasil. En 1898 se produjo el primer censo municipal del que se extraen algunos datos referidos a la emigración. En 1925 un nuevo padrón revela casos de familias enteras que abandonan su tierra. La emigración produjo en América la creación de las primeras sociedades gallegas durante los años 1870 y 1880. En el caso de Vedra solo se conocen casos de asociacionismo en Argentina, mientras que en Cuba y Uruguay la distancia entre los emigrados dificultaba dicha actividad. Se conocen también casos de mecenazgo de algunas personas que debido a su éxito económico llegaron a enviar dinero a Vedra con fines sociales y culturales. En 1910 se crearon dos importantes sociedades en Buenos Aires, y fuera del territorio argentino se produjeron otros casos pero de una duración menor. La mayoría enviaron dinero a Vedra con la que se construyeron o repararon entre otros, una casa-escuela, un cementerio o un puente. La mayoría de las asociaciones desparecieron una vez el flujo migratorio de los vecinos de Vedra se detuvo.
En el Diccionario geográfico-estadístico-histórico de España y sus posesiones de Ultramar de Pascual Madoz se describe Vedra de la siguiente manera:

VEDRA: ayunt. en la prov., aud. terr. y c. g. de la Coruña (12 leg.), dióc. y part. judi. de Santiago (2). sit. sobre la der. del r. Ulla; clima benigno, con buena ventilación. Se compone de las felig. de Illobre, San Andrés; Merín, San Cristóbal; Puente-Ulla, Sta. Magdalena; Rivadulla, San Mamed; Rivadulla, Sta; Sarandón, San Miguel; Sarandón, San Pedro; Sales, San Felix; Sales, San Julian; Trobe, San Andrés; Vedra, Sta. Eulalia (cap.) y Vilanoba, San Pedro que reunen 1,100 casas diseminadas y formando pequeños l. y ald. Hay escuelas temporales para niños y niñas pero sin dotación fija. El ayunt. carece de casas propia para celebrar sesiones, así como de cárcel y escuelas públicas. El térm. municipal confina por N. con el de Conjo; E. Boqueijón; S. r. Ulla que lo separa de la prov. de Pontevedra, y por O. con Teo del parti. jud. de Padrón. El terreno participa de monte y llano de buena calidad con arbolado de robles y castaños, y bañado por varios riach. que corriendo de N. á S. desaguan en el Ulla. Los caminos vecinales y municipales, así como el que desde Santiago llega á la barca de Sarandón están mal cuidados: el correo se recibe de Santiago por baligero que lo conduce á Orense. Las prod. más comunes son, cereales, legumbres, patatas, vino y frutas; cría ganado vacuno, de cerda lanar, mular y caballar: hay caza y pesca. ind.: la agrícola y pecuaria, molinos harineros y telares. pobl.: 1,097 vec., 5.217 alm. riqueza imp.: 847,714 rs. Contr.:64,860. El presupuesto municipal se cubre por reparto entre los vec.
Diccionario geográfico-estadístico-histórico de España y sus posesiones de Ultramar, tomo XV, Madrid 1849.

#### SigloXX

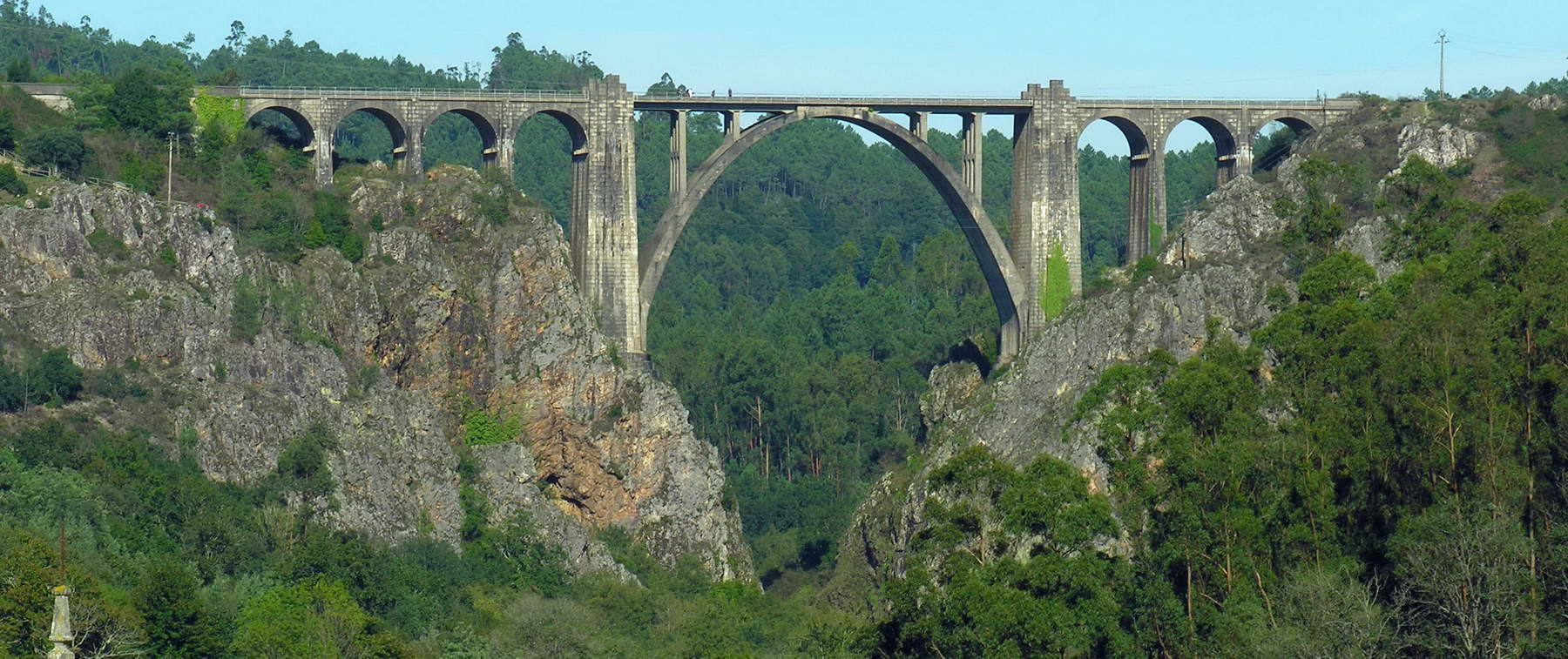
La construcción del puente de Gundián, que salva el río Ulla, fue uno de los acontecimientos más destacados en la comarca de mediados de siglo.

Tras el golpe estado de 1936 se sucedió la guerra civil española, hechos que no transcendieron en demasía en la vida de Vedra. Galicia había sido una de las comunidades que apoyaron el golpe desde un primer momento y la oposición al frente franquista fue mínima si bien se han documentado algunos casos de vecinos de Vedra y municipios aledaños (Padrón, Teo o Santiago) que se levantaron en defensa de la república. El hecho más destacable fue la destitución del gobierno municipal por otro impuesto por las fuerzas golpistas.
En 1945 se iniciaron las obras del Puente de Gundián que terminaron en 1956, aunque no se inauguró hasta 1958. Este puente une el municipio de Vedra y La Estrada y sirvió como línea de ferrocarril entre Orense y Santiago. Se trabajó a destajo, sin festivos ni paros, en dos turnos, de 4 a 14 horas y de 14 a 22 horas y, en ocasiones, con la ayuda de farolas; en algunos momentos llegó a intervenir un tercer turno. El mismo año de inauguración, coincidiendo con la apertura de la línea Zamora-La Coruña, también se abrió la estación de Vedra-Ribadulla. Cincuenta años después se proyectaría una nueva línea de ferrocarril paralela a la antigua por lo que se construyó un nuevo puente muy próximo al de Gundián, más elevado y con 1 km de longitud. Debido a su gran complejidad y originalidad fue considerado de interés arquitectónico en España.
Tras cuarenta años de la dictadura de Francisco Franco se realizaron las primeras elecciones de la democracia en 1979 saliendo vencedor y de esta manera el primer alcalde de Vedra de la democracia Francisco Carrillo Barros que se presentó con Coalición Democrática (CD). Revalidaría cargo en 1983 con Coalición Popular (CP) aunque sería sustituido por Argimiro González (PSOE) en febrero de 1987, año de elecciones donde resultaría vencedor el candidato independiente (CICV) José Mogo Castelao. Continuaría en la alcaldía otro mandato con el Partido Popular hasta 1995.

#### SigloXXI
A principios de siglo XXI se iniciaron las obras de la Autopista Central de Galicia (AP-53) dividida en tres fases. La primera se  inauguró en diciembre del año 2002 cuyo trazado transcurre por el término municipal de Vedra. Durante su ejecución se llevaron a cabo dos investigaciones arqueológicas en el lugar de O Peto (San Cristovo de Merín), en agosto y septiembre de 2001 y en julio de 2002 y se incluyeron dentro del estudio Evaluación y Corrección del Impacto Arqueológico llevado a cabo por la Universidad de Santiago de Compostela.
En los años 90 se inició el proceso de concentración parcelaria, que duró hasta bien entrado el siglo XXI. Los vecinos, por ejemplo, de las parroquias de San Cristovo de Merín, San Pedro de Vilanova y los de Puente Ulla, recibieron sus títulos de propiedad en 2006 y 2008 respectivamente. En 2007 el ayuntamiento también aprobó el PGOM (Plan General de Ordenación Municipal) y más adelante también se inició el proyecto de creación de un parque empresarial.

## Geografía humana

### Demografía
Cuenta con una población de 4942 habitantes (INE 2024).
| Gráfica de evolución demográfica de Vedra entre 1842 y 2021                                                           |
| |
| Población de derecho según los censos de población del INE. Población de hecho según los censos de población del INE. |

La población en Vedra ha sido bastante estable desde el siglo XVIII, rondando siempre la cifra de los 5000 habitantes. Solo en los casos de mayor prosperidad económica el municipio alcanzó la cifra de siete mil habitantes. En 1887 se produjo el primer censo de manera oficial y hasta 1920 se pudo contabilizar una reducción en gran medida debido a la emigración. A partir de esa fecha la tendencia se invirtió y aumentó hasta 1940. En este hecho influyeron notablemente el crack del 29 y la Guerra Civil que frenaron la emigración.
A 1 de enero de 2021 la población del municipio ascendía a 5032 habitantes, 2478 hombres y 2554 mujeres.

## Geografía
Integrado en la comarca de Santiago, se sitúa a 87 kilómetros de la capital provincial. Forma parte de la comarca natural del valle del Ulla (en gallego Val do Ulla) o simplemente comarca del Ulla. Tiene una extensión de 52 km², de relieve suave cuyo punto más elevado es el de Penas Pardas (449 metros), muy cerca del Pico Sacro, monte que aun hallándose en el municipio vecino de Boqueixón está muy ligado a la vida social de Vedra. La altitud oscila entre los 449 metros (Penas Pardas) y los 40 metros a orillas del río Ulla. La sede del concello se alza a 168 metros sobre el nivel del mar.  
El término municipal está atravesado por la autopista Central de Galicia (AP-53) y por la carretera N-525 entre los pK 322 y 326.  
El clima es en general, suave, con influencias oceánicas.

### Hidrografía

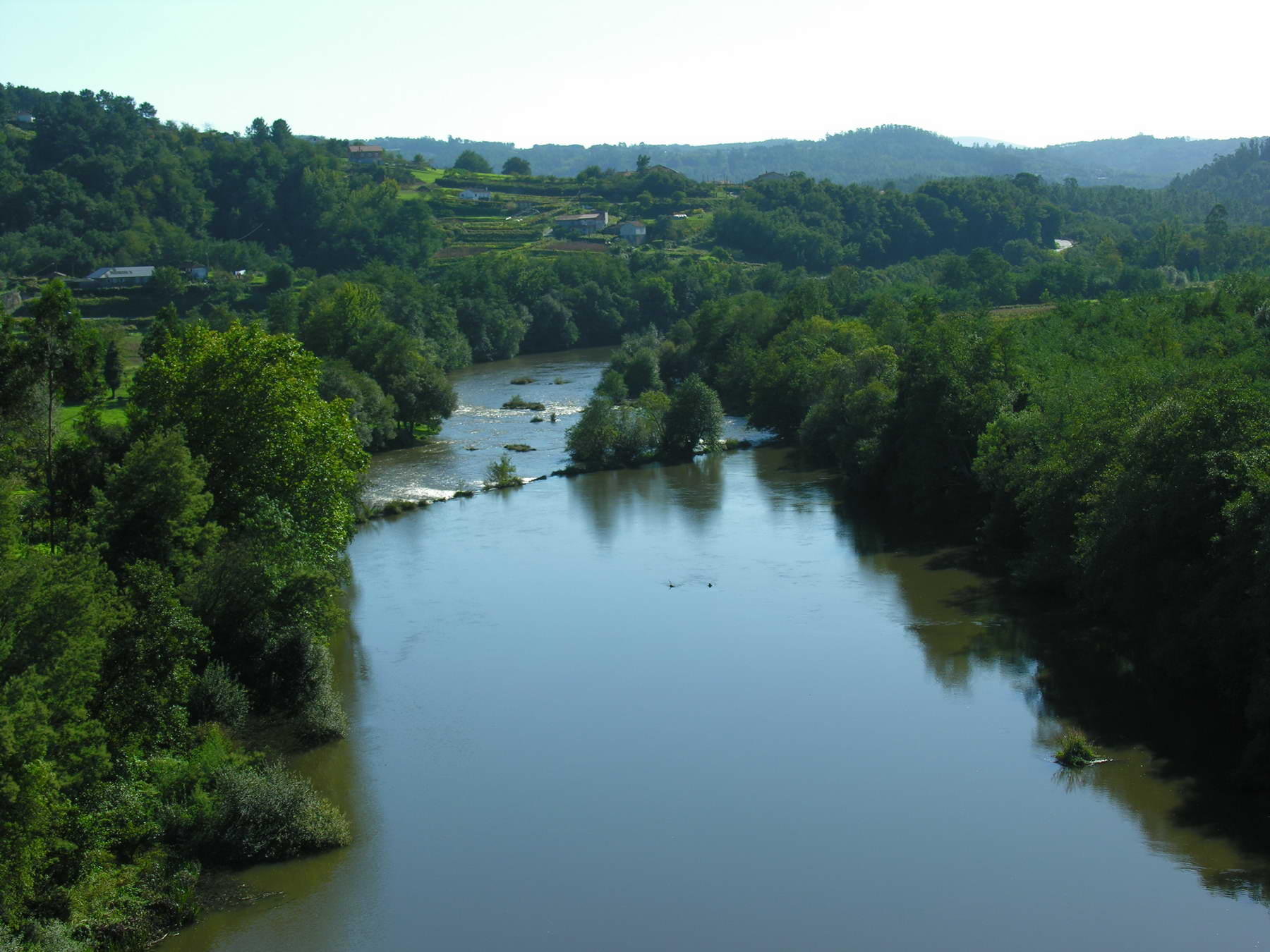
El Río Ulla está muy vinculado históricamente a la vida social de Vedra.

El ayuntamiento está enmarcado dentro del Sistema Fluvial Ulla-Deza, considerada de interés comunitario y declarada como zona de especial protección de los valores naturales por el Decreto 72/2004, de 2 de abril (propuesta para la Rede Natura 2000).
El río Ulla, que atraviesa buena parte del territorio meridional y oriental, recoge a su vez, las aguas de otros afluentes como Pereiro, Tomonde, Buxeiros o San Cristovo. Además, el río Santa Lucía atraviesa el ayuntamiento por el norte y desemboca en el río Ulla en el ayuntamiento de Teo.
El Ulla es sin duda, el más relevante en Vedra, por su importancia histórica y su influencia en la vida social y económica del ayuntamiento. Hace a su vez de frontera natural con el ayuntamiento de A Estrada, ya en la provincia de Pontevedra. Nace en los montes de Olveda en el ayuntamiento de Antas de Ulla, provincia de Lugo y desemboca en la ría de Arosa a la altura de Catoira tras recorrer 132 km. Su cuenca es de 2764 km², la segunda más importante de Galicia después de la del Miño y una de las más salmoneras. Entre sus recursos piscícolas se encuentra también la trucha, la anguila y la lamprea.
Históricamente el Ulla ha sido uno de los destinos preferidos por pescadores para la captura del salmón. Ya en el siglo XIX los turistas ingleses viajaban a Galicia con este fin. La guerra civil marcó un parón en esta costumbre pero se reactivó en los años 60. Durante las épocas de mayor presencia de peces en el río, se vivían escenas sociales de gran relevancia social. Un ejemplo de ello fue las conocidas «redadas», que consistían en soltar una red a lo ancho el río y cercar la mayor cantidad de peces en una de las orillas, donde luego se sacaban con toda comodidad. Estos eventos se vivían como auténticos festejos y a menudo los medios locales de la época se hacían eco de ello. Otro hecho importante y de gran trascendencia que demuestra la importancia y las posibilidades del río Ulla fue el traslado de madera cortada en San Miguel de Sarandón, más de 4.000 troncos, que el empresario José Pérez Dávila en 1883 decidió trasladar río abajo hasta Puentecesures. Esta práctica que ya se realizaba en algunos ríos de la España de entonces, era casi desconocida en Galicia, y posiblemente fuese la primera. Se tardaron dieciocho días y se necesitó de un número elevado de personas para llevar a cabo tal hazaña.
La construcción del embalse de Portodemouros, la falta de inversión y la contaminación asociadas a la minería pusieron fin al turismo y a una significativa reducción de las especies en el río. En el lugar de Ximonde, parroquia de San Miguel de Sarandón se encuentra uno de los cotos de pesca más importantes de Galicia, el coto de Ximonde. En el mismo lugar existe también un refugio de pescadores con un pequeño centro de interpretación del río, una estación ictiológica de cría y reproducción y un pequeño salto-cascada.

### Flora y fauna
Vedra cuenta en su flora como especies más destacadas: robles, betulas, alisos, alcornoques, madroños, sauces, tejos, acebos, abetos, fresnos, avellanos y laurel. De manera puntual, algunos ejemplares subtropicales como palmeras u orquídeas; el castaño, traído por los romanos, hoy considerado casi autóctono y el pino que llegó a Galicia tras el descubrimiento de América. El Pazo de Ortigueira cuenta en su interior con una de las mayores colecciones de camelias de España, flor de origen asiática, y un paseo de olivos centenarios de gran interés.
Los animales más presentes, al igual que en la mayoría del territorio gallego, son los domésticos y los que corresponden a las explotaciones ganaderas: vacas, caballos, cerdos, conejos, gallinas. En la fauna salvaje destacan la liebre, el jabalí, el corzo o el lobo. Las especies más presentes en los ríos son: trucha, salmón, anguila, lamprea, escalo y boga.

### Organización territorial
Judicialmente se encuentra dentro del partido judicial n.º 2 de La Coruña con capital en Santiago de Compostela. Hasta 1833 cuando se produce un cambio en la división territorial en España, pasando en el caso de Galicia de siete a las cuatro provincias, Vedra pertenecía la Provincia de Santiago. Desde entonces forma parte de la Provincia de La Coruña.

### Parroquias
El ayuntamiento se divide en doce parroquias:
- Illobre (San Andrés).
- Merín (San Cristovo).
- Puente Ulla[46]
- Ribadulla (San Mamed)[46]
- Ribadulla (Santa Cruz).
- Sales (San Félix)[46]
- San Julián de Sales (San Julián)[46]
- Sarandón (San Miguel).
- Sarandón (San Pedro).
- Trobe (San Andrés).
- Vedra (Santa Eulalia)[47]
- Vilanova (San Pedro).

### Entidades de población
Vedra tiene un total de 140 entidades de población (o aldeas). La parroquia con mayor número es Santa Cruz de Ribadulla con veinte.
| #  | Parroquia                               | Entidades de población | Total |
| -- | --------------------------------------- | --- | ----- |
| 1  | Illobre                                 | O Castro • Fontes • La Iglesia (A Igrexa) • Piñeiro (O Piñeiro) • Prumadelos • Viñogrande • Viñopequeno • Vilapedre | 8     |
| 2  | Merín                                   | Cabanelas • Casorráns (Cazorráns) • Fraíz • Merín • Pazo (O Pazo) • Recarey (Recarei) • Rosende • La Iglesia (San Cristovo) | 8     |
| 3  | Puente Ulla (A Ponte Ulla)              | Caldelas • Castro (O Castro) • Figueiredo (O Figueiredo) • Gundián • Noveledo • Puente Ulla (A Ponte Ulla) • Pumariño (O Pumariño) • Ramalleira (A Ramalleira) • Reboredo • Retorta (A Retorta) • San Juan da Coba (San Xoán da Cova) • Santardao • Vista Alegre | 13    |
| 4  | Ribadulla (San Mamede de Ribadulla)     | Angustín • Argunte • Canicoba (Canicova) • Chaos • Corbeije (Corbeixe) • Feal • Fraíz • Guimaráns • Molinos (Os Muíños) • Neira de Abajo (Neira de Abaixo) • Neira de Arriba • Ponte (A Ponte de Sarandón) • Rozadela • San Gregorio • San Mamed (San Mamede) • Socastro | 16    |
| 5  | Santa Cruz de Ribadulla                 | Agrelo • Albela de Arriba (A Albela de Arriba) • Angustín • Eiravedra• Famelga (A Famelga) • Afós (A Foz) • Galegos • Lagoa (A Lagoa) • Monreal • Ortigueira • Outeiro • Pazos • Sete • Sol • Tomonde • Torre de Abajo (A Torre de Abaixo) • Torre de Arriba (A Torre de Arriba) • Torre del Medio (A Torre do Medio) • Bao (O Vao) • Vista Alegre | 20    |
| 6  | Sales (San Fins de Sales)               | Cornado • Ferreira (A Ferreira) • Gándara (A Gándara) • Illobre • Nande • Ramil • Sales • Silvaoscura (Silvaescura) • Tejo (Texo) • Trasariz | 10    |
| 7  | San Julián de Sales (San Xián de Sales) | Cazalde • Cibrán • Laraño • Matelo (O Matelo) • Paradela • Quintáns • Ramonde • Romarís • Torre (A Torre) | 9     |
| 8  | Sarandón (San Miguel de Sarandón)       | Canicoba (Canicova) • Casanova (A Casanova) • Casansula • Cajaraville (Caxaraville) • Cimadevila • Dozar • Pedreira (A Pedreira) • Sarandón • Silva de Arriba (A Silva de Arriba) • Silva de Abajo (A Silva de Abaixo) • Gimonde (Ximonde) | 11    |
| 9  | San Pedro de Sarandón                   | Bugeiros de Abajo (Buxeiros de Abaixo) • Bugeiros de Arriba (Buxeiros de Arriba) • Cubelas (Covelas) • Ribeira • San Pedro • Jián (Xián) | 6     |
| 10 | Trobe                                   | Agordoña • Astoráns • Bazar • Gatente • Malfurado • Noceda • Paizás • Pedreira (A Pedreira) • Trobe • Vilarpiñeiro • Jián (Xián) | 11    |
| 11 | Vedra                                   | Avenida del Maestro Manuel Gómez Lorenzo (Avenida do Mestre Manuel Gómez Lorenzo) • Burgo (O Burgo) • Casal de Niño • Fontao • Fornelos • Fufín • Manteles de Abajo (Manteles de Abaixo) • Manteles de Arriba • Marzán de Abajo (Marzán de Abaixo) • Marzán de Arriba • Pousada de Abajo (Pousada de Abaixo) • Pousada de Arriba • Ribada • Roelle • Trasariz de Abajo (Trasariz de Abaixo) • Trasariz de Arriba (Castiouba o Trasariz de Arriba) • Veiga de Arriba | 18    |
| 12 | Vilanova (San Pedro de Vilanova)        | Castrelo • Cumbraos • Francés (O Francés) • Galegos • Outeiro (O Outeiro) • Pazo (O Pazo) • Picón • Rajoy (Raxoi) • Sobredo • Sobredo | 10    |

### Vías de comunicación
Las actuales carreteras están basadas en su mayoría en los antiguos caminos de carros, carreiros y caminos reales, que eran muy rústicos pero que permitían el transporte de mercancías y personas a caballo o con carros. Hasta bien entrado el siglo XX, cuando llegaron a Vedra los primeros automóviles los principales medios de transporte eran el autobús y el ferrocarril. 
Las principales vías de transporte son: la AP-53 autopista Santiago-Orense, que tiene su primer peaje en San Mamede de Ribadulla; la N-525 que también conecta Santiago con Orense atraviesa el municipio de Vedra; la AC-241, carretera comarcal que atraviesa por el sur de este a oeste y une las localidades de Arzúa y Padrón; la DP-1202 que conecta el centro del municipio con la N-525 y la DP-8203 que también desemboca en la N-525, ya en la entrada de Santiago de Compostela. El ayuntamiento cuenta con varias líneas de autobús directas con Santiago de Compostela.

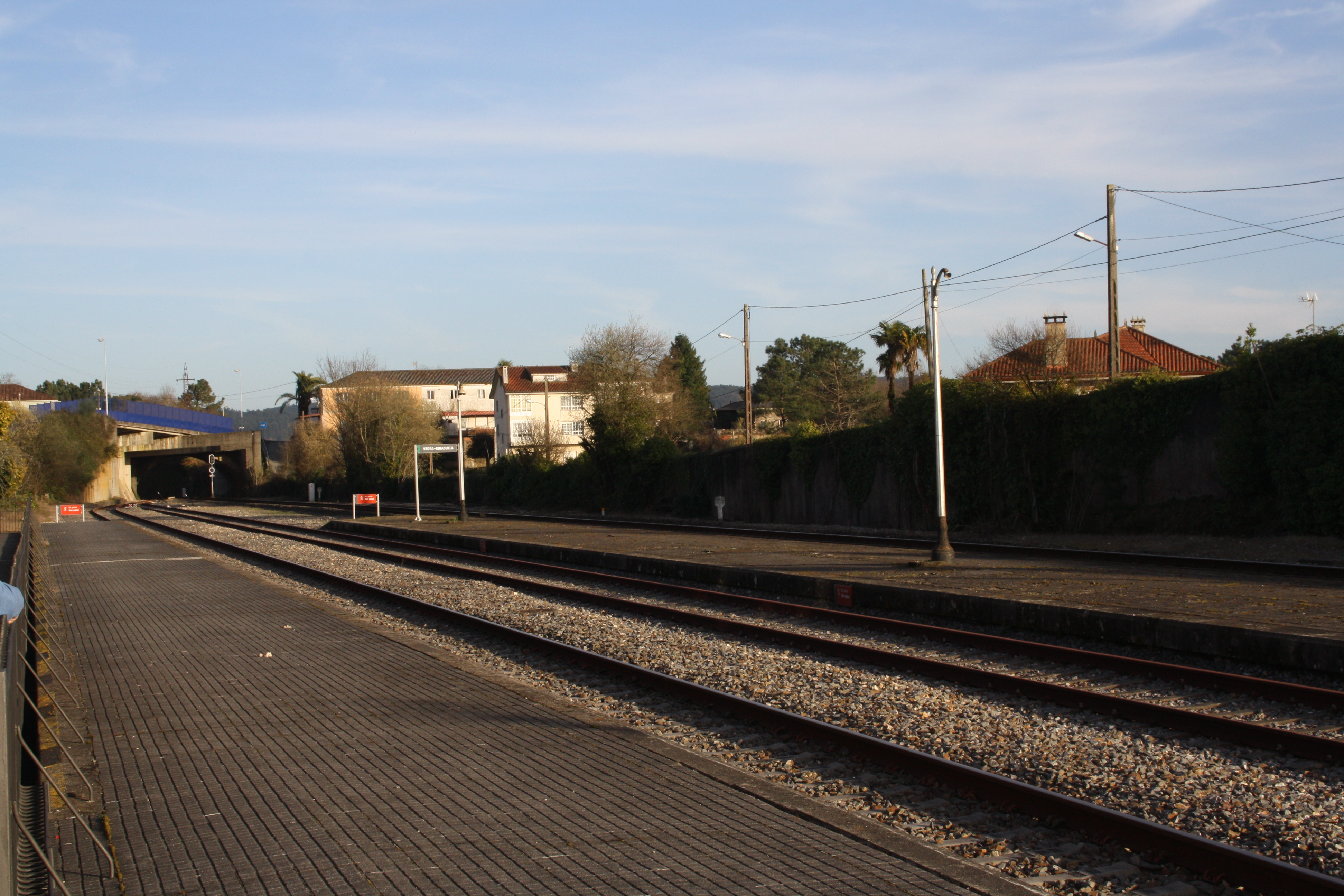
El ferrocarril llegó a Vedra en la década de 1950, si bien existieron varios proyectos ya en el siglo anterior.

Vedra cuenta con la estación de ferrocarril de Vedra-Ribadulla en la parroquia de Santa Cruz de Ribadulla. Se inauguró en 1958 y fue gestionada por RENFE hasta 2004 cuando Renfe Operadora se hizo cargo de la línea y Adif de las instalaciones. Cuenta con un servicio de Media Distancia, tren regional que une las estaciones de Orense-San Francisco y Santiago de Compostela. Antes de la construcción de esta línea existieron varias alternativas de líneas secundarias, que atravesarían el ayuntamiento por distintos lugares. Al menos dos proyectos sugerían el paso del tren por el puente de Sarandón en 1890 y 1904 y en 1928 otra alternativa proponía una línea de ferrocarril que unirían Padrón y Puente Ulla bordeando el río Ulla. Por la parroquia de Puente Ulla pasa la línea de alta velocidad Ourense-Santiago por un viaducto de considerables dimensiones.

### Municipios limítrofes
Por extensión, Vedra es el más pequeño de los ayuntamientos con los que limita, 52 km² frente a los 73 de Boqueixón, el segundo menor. Solo supera a Boqueixón por número de habitantes: 5.000 frente a 4.200, muy lejos de los 96.000 de Santiago o los 20.000 de La Estrada. Las distancias respecto a las principales ciudades gallegas son: 16 km de la capital gallega, 70 km de Pontevedra, 86 km de La Coruña, 92 km de Orense, 97 km de Vigo, 108 de Ferrol y a 115 km de Lugo.
| Noroeste: Teo y Santiago de Compostela | Norte: Santiago de Compostela y Boqueijón | Noreste: Boqueijón  |
| Oeste: Teo                             |                                           | Este: La Estrada    |
| Suroeste La Estrada                    | Sur: La Estrada                           | Sureste: La Estrada |

## Gobierno municipal
La administración política del municipio se realiza a través de un ayuntamiento de gestión democrática. Desde la llegada de la democracia, el gobierno local es elegido cada cuatro años por sufragio universal de todos los ciudadanos mayores de 18 años de edad. 
En marzo de 1936 se formó un gobierno municipal liderado por Ángel Rei Caldelas. Cuatro meses después tras el golpe de Estado, fueron destituidos por una nueva corporación a cargo de Jesús López Varela. En 2014 esta formación fue restituida en un acto simbólico llevada a cabo en el pleno del ayuntamiento.
| Periodo   | Nombre                                                              | Partido     |
| --------- | ------------------------------------------------------------------- | ----------- |
| 1979-1983 | Francisco Carrillo Barros                                           | CD          |
| 1983-1987 | Francisco Carrillo Barros Argimiro González Neira (febrero de 1987) | CP PSdeG    |
| 1987-1991 | José Mogo Castelao                                                  | CICV        |
| 1991-1995 | José Mogo Castelao                                                  | PP          |
| 1995-1999 | Pedro Guitián Rodríguez Odón Casimiro Cobas (junio de 1997)         | AVIVE PSdeG |
| 1999-2003 | Odón Casimiro Cobas                                                 | PSdeG       |
| 2003-2007 | Odón Casimiro Cobas                                                 | PSdeG       |
| 2007-2011 | Odón Casimiro Cobas                                                 | PSdeG       |
| 2011-2015 | Carlos Martínez Carrillo                                            | PP          |
| 2015-2019 | Carlos Martínez Carrillo                                            | PP          |
| 2019-2023 | Carlos Martínez Carrillo                                            | PP          |
| 2023-act. | Carlos Martínez Carrillo                                            | PP          |

## Cultura

### Generales del Ulla

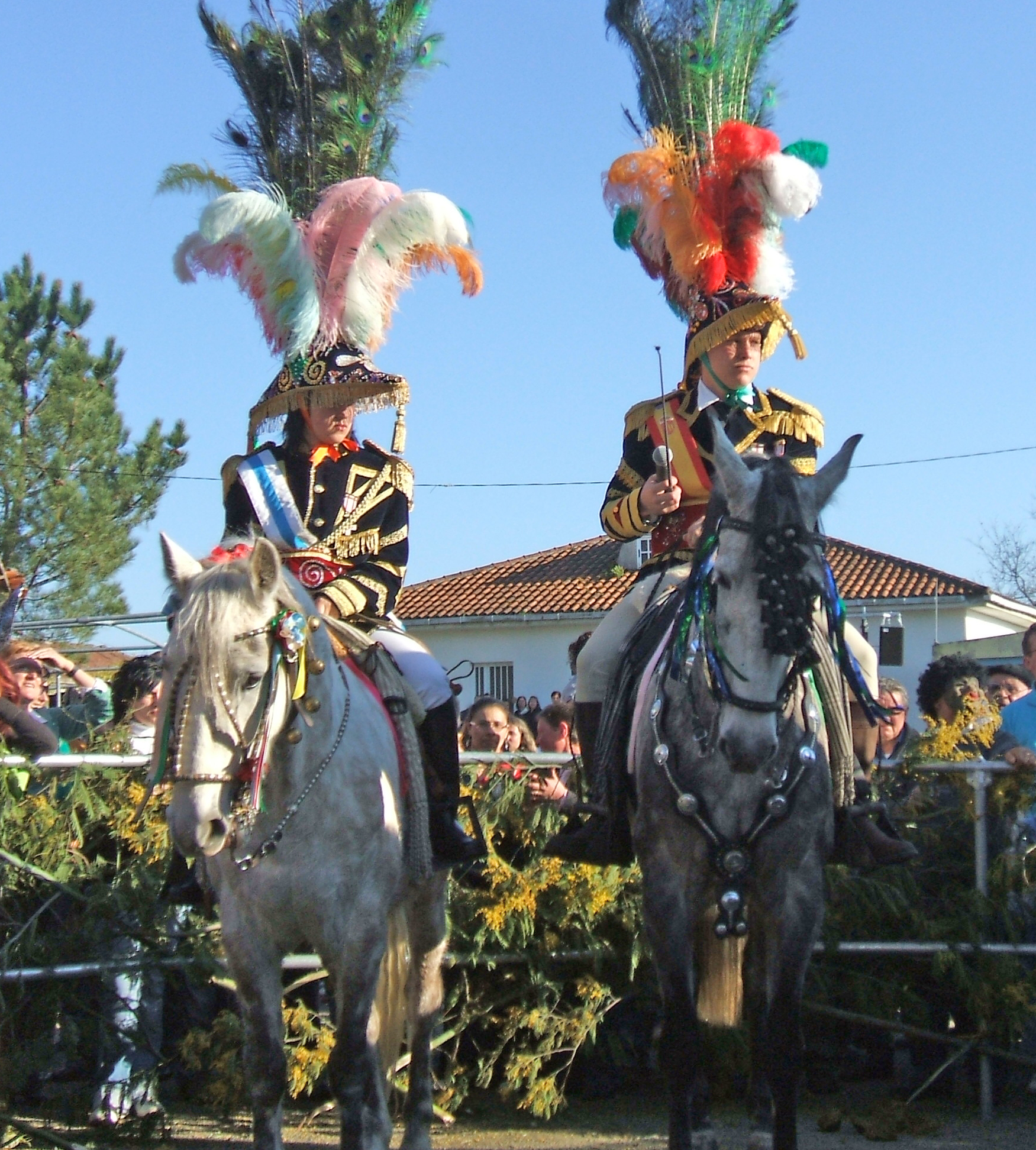
Los generales del Ulla son un elemento propio del carnaval en Galicia y exclusivo de la comarca del Ulla.

El entroido (carnaval) es una de las más importantes manifestaciones culturales en Vedra y dentro de ella, los generales del Ulla (en gallego Xenerais da Ulla) son su mayor exponente. Esta tradición que proviene del siglo XIX es exclusiva de la comarca del Ulla, en concreto los ayuntamientos de La Estrada, Santiago, Boqueixón, Teo, Silleda, Vila de Cruces, Touro y Vedra.
Por las parroquias del municipio desfilan los Generales y Correos montados a caballo, los principales protagonistas, acompañados de abanderados, coro de mozos, coro de vellos y comparsas que se encuentran para entablar una guerra dialéctica escenificada de forma de sátira haciendo burla de los sucesos acaecidos durante el año para finalmente firmar la paz. Los generales visten un atuendo que evoca los uniformes militares decimonónicos, engalanados con llamativas plumas, frecuentemente de pavo real, sobre su sombrero. En los caballos destaca el espejo que llevan adornando la cabeza o la pechera.
La documentación más antigua sobre esta tradición data de los años 70 del siglo XIX. Aunque no se conoce con certeza el origen se cree que proviene de los enfrentamientos bélicos que tuvieron lugar en Galicia en ese siglo como la guerra de independencia, la revolución de 1846 (que dio lugar a la batalla de Cacheiras, en Teo) y las guerras carlistas.

### Música
La música forma parte de la cultura y la tradición de Vedra. El ayuntamiento cuenta con escuelas de música, asociaciones, y abundan los grupos que interpretan el folk gallego con los instrumentos tradicionales: la gaita, el tambor o la pandereta.
Existe en la comarca un instrumento musical conocido como requinta da Ulla. Se trata de un tipo de flauta travesera que se utiliza como acompañamiento musical a la gaita. Este instrumento estuvo a punto de desaparecer en los años ochenta aunque a principios de siglo se dio un intento por recuperar su memoria a través de un libro-disco en el que se recopilaron más de ochenta partituras.
Destaca la Banda de Música de Santa Cruz de Ribadulla, creada en 1927 por Juan López, músico militar nacido en Barcelona que llegó a Vedra investigando sus raíces donde se instaló. Formó parte también de la Banda de Melilla y de la Banda Municipal de Santiago y ofreció su primer concierto con la banda de Santa Cruz en 1929 en una visita oficial de un príncipe al Pazo de Ortigueira.
En otros géneros destacó el festival Verea Rock, inicialmente llamado Vedra Rock, en el que se dieron citas grupos de rock alternativo: rock duro, heavy metal, etc.

### Fiestas y celebraciones
Entre las fiestas más destacadas del ayuntamiento se encuentran:
- Fiesta del Vino del Ulla. Se celebra el segundo domingo de abril, en la localidad de San Miguel de Sarandón.[41]
- Fiesta del Aguardiente del Ulla. Se celebra en San Mamede de Ribadulla.[80]
- Fiesta de la Oreja. Se celebra entre marzo y abril en San Fins de Sales.[81]
- Fiesta del Patio. Romería que se celebra el lunes posterior al tercer domingo de septiembre en Santa Cruz de Ribadulla. En la misma localidad también se celebra la Fiesta de las Flores el primer domingo de junio.[82]
- Romería de Gundián. Se celebra en Ponte Ulla en el espectacular paraje de Gundián el día 8 de septiembre . El día anterior al anochecer se sube en procesión a la Virgen desde la Iglesia Parroquial a la Ermita de Gundián, haciendo una parada en el puente sobre el río para ver un  espectáculo pirotécnico.[83]
- Romería de San Cristovo. Se celebra en San Cristovo de Merín el día 10 de julio y el fin de semana siguiente. Es una de las romerías más antiguas de la comarca de Santiago, y que atrae a un gran número de personas, especialmente para ver la "procesión" de camiones y turismo por todo el ayuntamiento.[84]
- Pasabodeghas. Se celebra en San Miguel de Sarandón en el mes de octubre con una ruta por siete furanchos (bodegas) donde se degustan vinos, tapas, siempre acompañado de música folk y actividades como juegos tradicionales.[85]

### Vedra en la literatura
El escritor Marcial Valladares Núñez (1821-1903) recogió muchas coplas populares hacia mediados de siglo XIX que mencionan en varias ocasiones las tierras del Ulla. Todas ellas fueron publicadas por primera vez en 1970 en el: Cantigueiro Popular. En su obra más importante Maxina ou a filla espúrea (1890), también menciona en varias ocasiones diferentes localidades de Vedra.
En la obra El viagero en la ciudad de Santiago (1865) del escritor Félix Moreno Astray Vedra aparece mencionada de manera breve en la página 38.
Benito Losada describió en su libro publicado en 1886 Soazes d´un vello paisajes y castillos del valle del Ulla.
El escritor Ramón Otero Pedrayo en su obra Guía de Galicia (1926) describió el valle del Ulla como: «El hermoso país ullán, [...] que por su relación con Santiago, debe ser considerada como el jardín de la ciudad apostólica.»
La escritora y política gallega Victoria Armesto en su obra Galicia feudal (1969) narra la vida y muerte del escritor Antonio López Ferreiro, que fue párroco de Vedra lugar donde estableció su residencia al poco de morir, concretamente en la parroquia de San Pedro de Vilanova en 1910.
En la novela Memorias dun neno labrego (1961) del escritor gallego Xosé Neira Vilas, se hace referencia a la parroquia de Sarandón de la siguiente manera: «Disque en Sarandón e máis na Ulla arman cada estangurriada que dá xenio», en alusión a las peleas que se producían en las verbenas populares.
Vedra aparece mencionada y descrita varias veces en la novela Marbas y el libro de la luz (2006) del escritor andaluz Salvador Gómez Mena y en Calles de ida: Descubriendo la pasión por el vino, de los escritores compostelanos Antonio Pardines y Manyo Moreira.

## Patrimonio

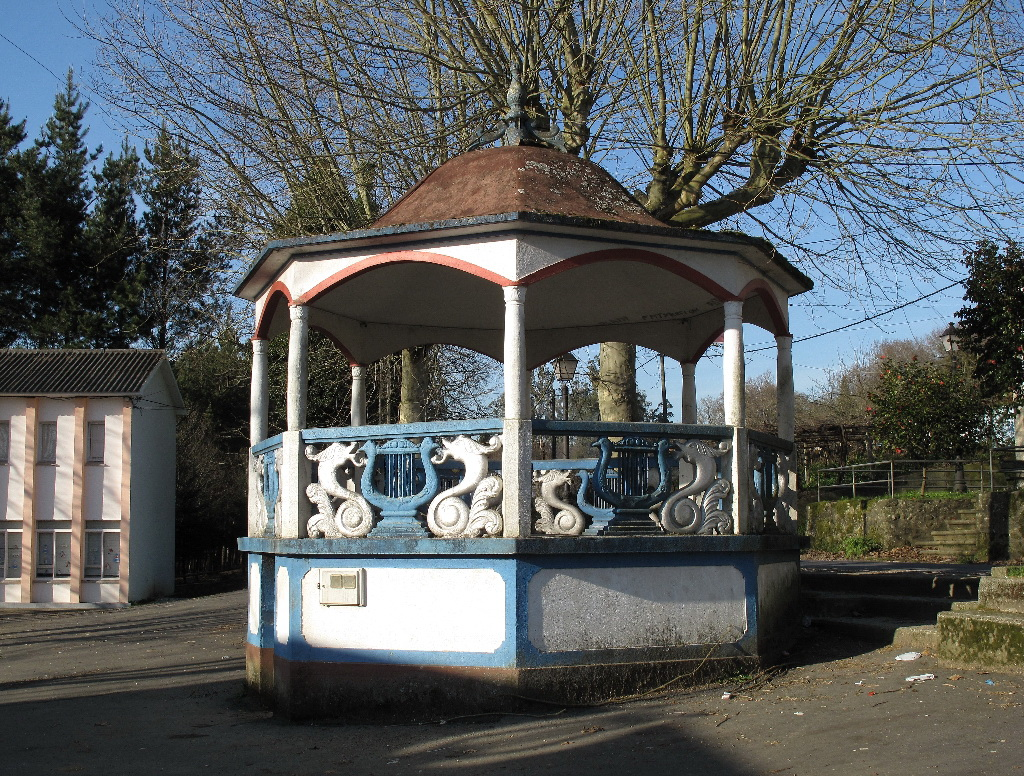
Palco de Cibrán en San Xián de Sales. Es un ejemplo de elemento patrimonio arquitectónico muy ligado con la cultura y la música.

Vedra cuenta con un variado patrimonio, destacando la arquitectura religiosa. Cada parroquia cuenta con su propia iglesia, y al igual que en el resto de la geografía gallega, son numerosos los cruceiros (cruceros), horreos, lavaderos, palcos, palomares, fuentes, molinos, lavaderos y otros elementos arquitectónicos propios, ligados la mayoría a la presencia de los pazos.

### Arquitectura religiosa
- Iglesia de Illobre. La nave central y la torre datan del siglo XVIII mientras que la capilla es más antigua. En su interior cuenta con un retablo del año 1641 realizado por el tallista compostelano Domingos Vaamonde.[96]
- Iglesia de Merín. Esta construcción representa el típico conjunto arquitectónico de iglesia y casa rectoral, y a su alrededor tierras, prados y huertas. Destaca una cruz con un catavientos en forma de gallo que coronan el portalón.[97]
- Iglesia de Puente Ulla. Esta iglesia fue reedificada por el obispo de Lugo, Odario, en el siglo VIII y conserva elementos románicos como el ábside semicircular o los canzorros en el exterior. En un lateral se encuentra una capilla con bóveda estrellada posiblemente del siglo XVI.[98]
- Iglesia de San Mamed. Este edificio de segunda mitad del siglo XII está formado por una nave, un ábside con arco central doble, y arcos ciegos como decoración. Destaca la decoración de sus capiteles con hojas y animales entrelazados por las patas. Las columnas y capiteles que lo sostienen son de origen románico y en su interior dos retablos barrocos.[99]
- Iglesia de Santa Cruz. Se encuentra ubicada dentro del recinto del Pazo de Ortigueira.[100]
- Iglesia de San Félix. La iglesia y la casa rectoral se encuentran en un robledal y fueron construidos en la primera mitad del siglo XVIII. La capilla mayor está dividida en dos tramos por un arco de medio punto, y las bóvedas de cañón con lunetas. En el interior un retablo barroco de 1737.[101]
- Iglesia de San Julián. La iglesia, un crucero y un hórreo forman con conjunto arquitectónico del siglo XVIII que sufrió modificaciones en siglos posteriores. En el interior tres retablos: uno del siglo XVII con columnas salomónica de gran riqueza decorativa, y dos de estilo rococó con un crucifijo del siglo XIX.[102]
- Iglesia de San Miguel. Fue levantada en torno al año 1000 y se encuentra pegada al campo de la fiesta y la meritoria rectoral, que según al documentación data de 1482 la más antigua de Vedra.[41]
- Iglesia de San Pedro. Data del siglo XVII y contiene un altar con un enrejado de hierro levantado en 1905 en el que se representan ángeles.[42]
- Iglesia de Trobe. Su fachada es de estilo barroco y en su interior se encuentra la lápida de Nausto, obispo de Coímbra.[103]

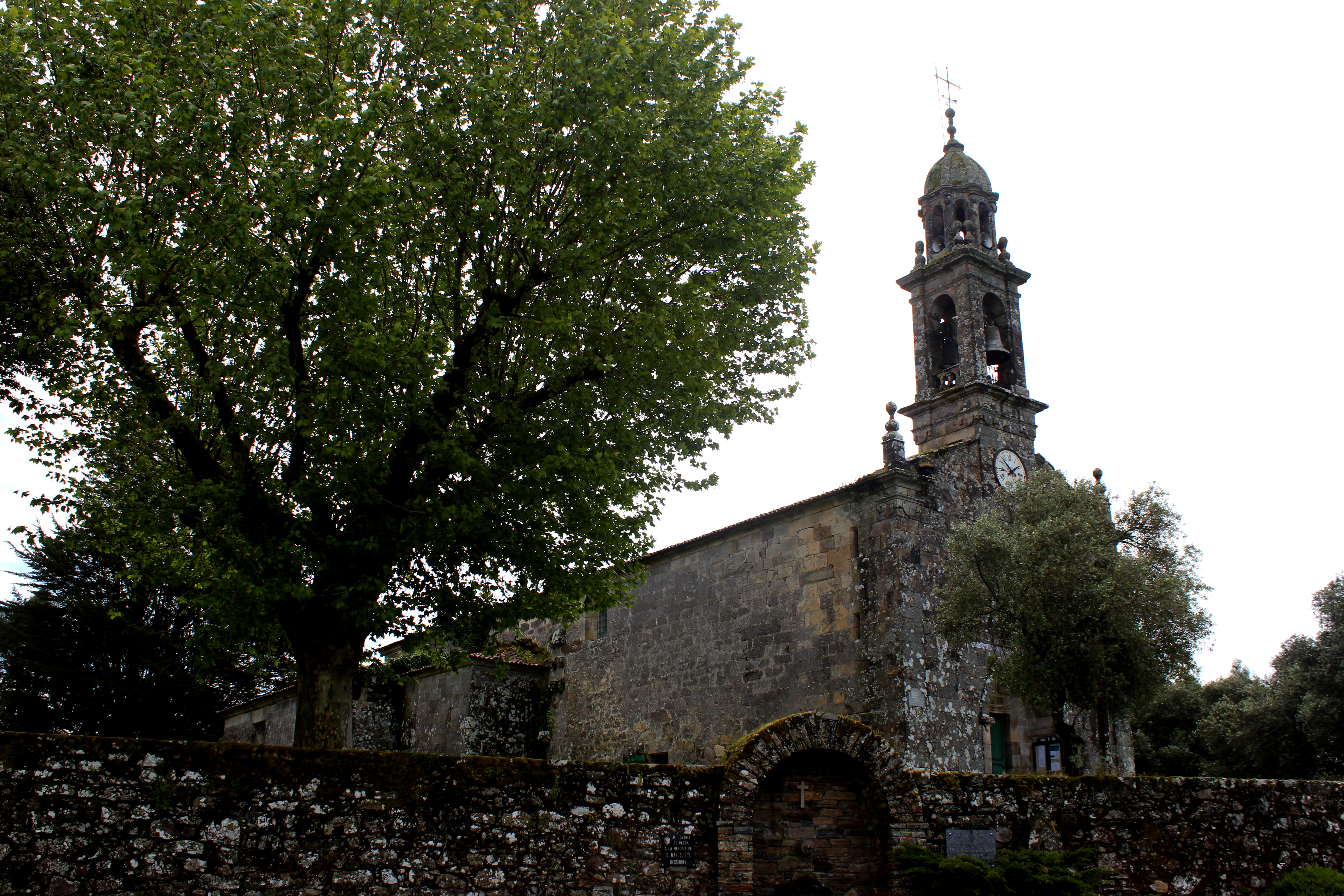
Iglesia parroquial de Santa Eulalia de Vedra.

- Iglesia de Vedra. Fue construida en tres fases, la primera en 1755 cuando se levantó la capilla mayor; la segunda en 1792 que se construyó la nave central y las capillas y la tercera el campanario en 1809 por Baltasar Carballo. En el interior se hallan tres retablos barrocos, dos realizados por Francisco Moas entre 1744 y 1777 y el tercero por Manuel Leis en 1761. En esta iglesia ejerció de párroco Antonio López Ferreiro entre 1866 y 1871.[104]
- Iglesia de Vilanova.[105]

Aparte de las iglesias también son habituales las capillas. En Vedra, cerca de la iglesia se encuentra la Casa Grande de Pousada con una capilla y un hórreo de finales de siglo XVIII y en San Mamed, en el del Pazo de Guimaráns, se encuentra otra con un sencillo campanario y un escudo en su fachada. 
- Ermita de Santiago. Situada en San Pedro de Vilanova, esta ermita y su fuente fueron construidas en el año 1670 pero trasladadas en 1724 desde la Campa do Carballo o Campa dos Romeiros. De planta rectangular y fachada sencilla con un campanario de arco de medio punto peraltado y dos campanas, una por dentro del vano y otra por fuera. A su lado se encuentra la fuente con una importante inscripción que narra el traslado del cuerpo del apóstol Santiago y un relieve que narra parte de la leyenda.[105]
- Ermita de Gundián. Ubicada en Puente Ulla, fue construida en el siglo XVIII con una fachada con pórtico sostenido por cuatro columnas y dos grandes ventanales enrejados a cada lado.[98]

### Arquitectura civil

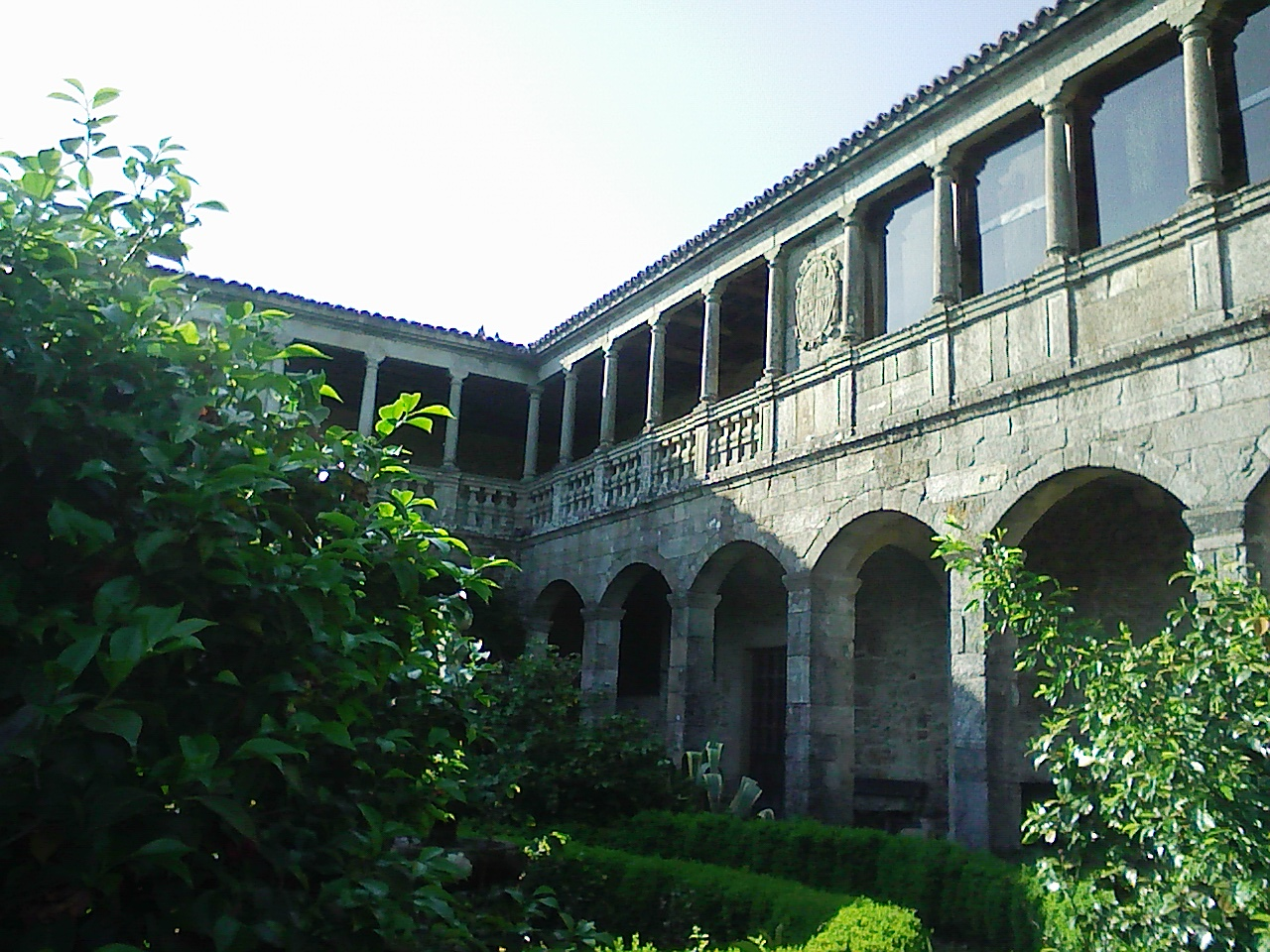
Pazo de Ximonde.

Vedra es uno de los municipios de la provincia con mayor número de pazos. Estos son:
- Pazo de Ortigueira, ubicado en Santa de Cruz de Ribadulla, pertenece a los marqueses de Rivadulla. De estilo barroco presenta una planta en forma de «L» y en la fachada el escudo de los Mondragón, la primera familia propietaria del pazo. Posee un amplio jardín con más de 200 variedades de plantas, árboles centenarios, estanques y un camino conocido como camiño das oliveiras (camino de los olivares). Fue declarado Bien de Interés Cultural en 2001.[106]
- Pazo de Ximonde, ubicado en San Miguel de Sarandón, fue construido a finales de siglo XVIII en forma de escuadra en una extensa finca amurallada de 12 hectáreas. Fue residencia campestre de los Condes de Ximonde y jugó importante papel durante el Carlismo.[107]
- Pazo de Vista Alegre, ubicado en Puente Ulla fue rehabilitado en 1989 por la familia Luna Castro y se usa actualmente como lugar de eventos y celebraciones. Perteneció originalmente a la familia Gasset.[108][109]
- Pazo de Guimaráns, situado en San Mamede de Ribadulla, es de titularidad privada y no se puede visitar. Fue construido en el siglo XV por los Abraldes luego de abandonar la casona que tenían en Ortigueira.[110][111]
- Pazo Cibrán, situado en San Xián de Sales, es una casa solariega construida en el siglo XVIII y funciona en la actualidad como hotel rural.[112][113]
- Pazo da Costa, ubicado en San Mamede de Ribadulla, de estilo modesto y austero, es de propiedad privada y no se puede visitar.[114]

- Casa Grande de Galegos, es una casa solariega también conocida como Pazo de Galegos, situada en San Pedro de Vilanova y que fue propiedad de Antonio López Ferreiro. Funciona como hotel y cuenta con viñedos y una bodega donde se producen vinos.[115][116]

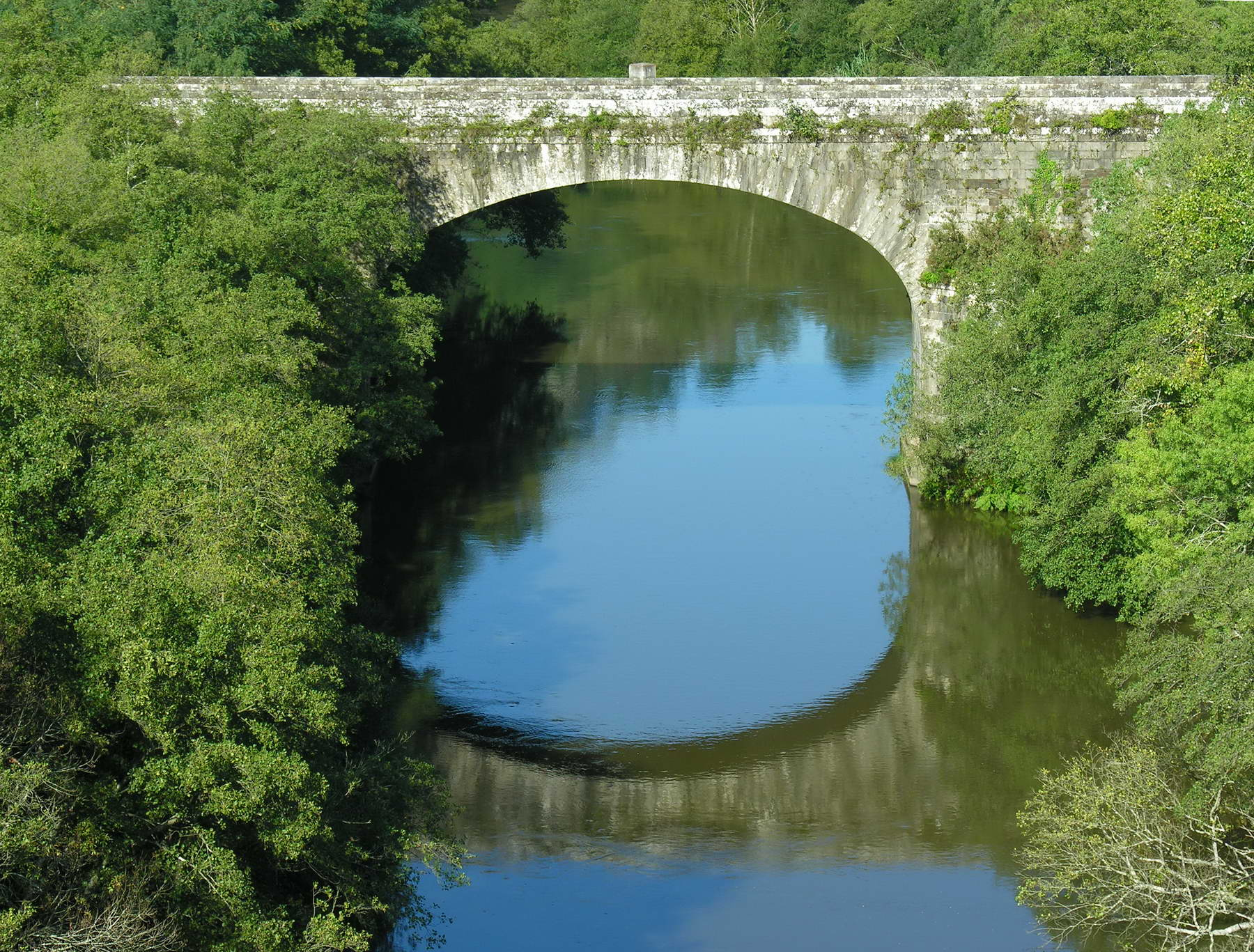
Antiguo puente sobre el río Ulla en la parroquia de Puente Ulla.

Debido a la presencia del río Ulla Vedra cuenta con varios puentes que permiten salvar su paso. La zona con mayor número se encuentra en Puente Ulla con cuatro:
- Antiguo puente sobre el Ulla. Construido en 1835 por el arquitecto compostelano Tomás del Río. Sustituyó a uno que fue destruido en 1571 por una crecida del río.[118][98]
- Puente de Gundián. Construido en los años 50 para el ferrocarril.
- Puente de la N-525. Construido a principios de los años 70.
- Nuevo puente de Gundián para el tren de alta velocidad. Construido en 2010.

Continuando río abajo encontramos en Santa Cruz de Ribadulla:
- Viaducto sobre el río Ulla de la AP-53, con 700 m de longitud, 65 m de altura y 16 vanos.[119]

En la parroquia de San Miguel de Sarandón dos puentes: 
- Puente de Sarandón. Se cree que en 1180 ya existía un puente que contaba con seis arcos y una capilla dedicada a San Miguel pero dos inundaciones posteriores apenas dejaron rastros el primero de ellos en 1574. En el siglo XX hubo varios intentos por reconstruirlo. Se terminó de construir hacia 1930 con un coste por encima de las cien mil pesetas.[N 4]
- Puente colgante de Ximonde, para uso exclusivo de personas se encuentra muy cerca del coto salmonero de mismo nombre. Se construyó por primera vez en la década de los años 1970, fue sustituida en los 80 por un puente colgante hasta que una riada lo inhabilitó en el año 2001. Finalmente se volvió a levantar en 2012.[121]

En la parroquia de San Fins de Sales se encuentra:
- Puente Busacos. Es un puente medieval que cuenta con tres arcos, dos de medio punto y uno rectangular. Salva el río Pereiro y por él transcurre la Vía de la Plata.[101][122]

## Deporte

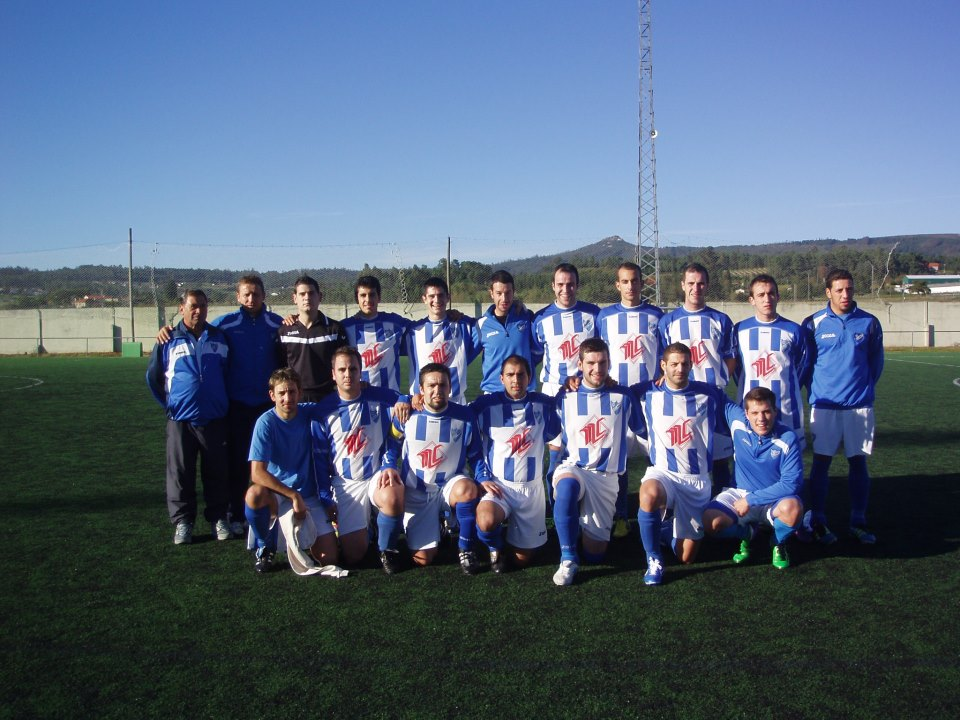
Formación del C.D. San Mamede de la temporada 2012.

Entre los deportes más practicados en el municipio destacan el fútbol, el fútbol sala, el baloncesto, el atletismo y el ciclismo. Otras actividades deportivas que se han organizado son el senderismo, torneos de fútbol sala o descenso del Ulla en piraguas.

### Fútbol y fútbol sala
En fútbol destacan dos clubs: el U.D. Val do Ulla, que juega en primera división regional (grupo 2) y el C.D. San Mamede, que juega en la segunda división regional (grupo 5). En el pasado también existió un club en Vedra, el A.C. Vedra, que en la actualidad solo cuenta con categorías inferiores (infantiles, juveniles, etc.) bajo el nombre de Club Escolas Deportivas Vedra y disputan sus partidos en el campo de O Coto (Vall do Ulla). En fútbol sala el único club es el Vedra Fútbol Sala Feminino; en baloncesto se encuentra el Basket Ribadulla. También existe la Escuela Deportiva Ribadulla.

### Motor
Las carreteras de Vedra han sido utilizadas en muchas ediciones como tramos para celebrar el Rally Botafumeiro, prueba de rally puntuable para el Campeonato de Galicia de Rally.

### Atletismo
En Puente Ulla, concretamente en el lugar de Gundián se celebra desde 1992 la Carrera Popular de Gundián, prueba de atletismo de recorrido corto y exigente que transcurre por las orillas del río Ulla.También muy cerca se disputa el Trail de la Camelia, que en 2025 celebró su novena edición y forma parte del Campeonato de Clubs Xunta de Galicia de Carreras por Montaña. En clubs destaca el Club Olímpico de Vedra que compite en pruebas de carácter nacional donde ha obtenido medallas en varias participaciones especialmente en la modalidad de triatlón.

### Ciclismo
En ciclismo se organiza la BTT de la Cameliay cuenta con los clubs ciclistas Tirolecos San Xián (BTT) y el Ribadoulla Cicloescusa, club creado en 2017.

### Instalaciones deportivas
Principales instalaciones deportivas de Vedra:
- Pabellón municipal (Santa Eulalia de Vedra).
- Piscina municipal (Santa Eulalia de Vedra).
- Campo de fútbol de O Coto (Tomonde, Santa Cruz de Ribadulla).
- Campo de fútbol de San Mamede (Argunte, San Mamede de Ribadulla).
- Campo de fútbol de San Pedro de Vilanova (Raxoi, San Pedro de Vilanova).
- Campo de fútbol de Picón (Ubicado en Vedra, es un campo de fútbol reconvertido en una pista de atletismo).

## Economía e industria
El medio rural gallego ha sobrevivido históricamente a través de la economía de subsistencia. La agricultura y la ganadería eran el principal medio de vida que se complementaba con la caza, la pesca o la madera. De este último hubo una fuerte competencia en el ayuntamiento ya que a principios del siglo XX se levantaron hasta diez aserraderos, con especial mención los tres de la familia Lema, uno de ellos ubicado en la parroquia de Merín.
No sería hasta mediados del siglo XX cuando empezaron a establecerse los primeros negocios y empresas locales en el municipio de Vedra, la mayoría ligados al sector primario. Aunque la industria es un sector minoritario existe un proyecto de construcción de un polígono industrial desde principios de siglo XXI.
A mediados de la década de los años 30 se instaló posiblemente el primer surtidor de gasolina del municipio, ubicado este en Puente Ulla y reconvertido en 1965 en una estación de servicio.
El buen clima y el entorno permite la producción de vino, principalmente del albariño, que tiene gran importancia social y económica en el val del Ulla y cuenta con la Subzona de Ribeira do Ulla, dentro de la Denominación de Origen Rías Bajas. Todo esto ha potenciado en gran medida la proliferación de bodegas y negocios relacionados como Adega Valdés, Bodega Barallobre, Pazo de Galegos, Aguardientes de Galicia o Mar de Frades. En el año 2005 el val del Ulla contaba con 78 hectáreas dedicadas a la plantación de uva y en 2019 casi 185. El albariño es la variedad más plantada, cerca de un 98%, mientras que el resto se dedica al brancellao y a la treixadura.
Entre las empresas más destacadas figuran: Grupo Ulla, RAMSA, Rivadulla, Bograo, Labralia, Muebles Ulla, Pirotecnia Penide, Manuel Bouzas Garrido, Vda. de Parada y José Alvela, Viajes Peillet, Pazo Vista Alegre o Galician Original Drinks.

## Turismo

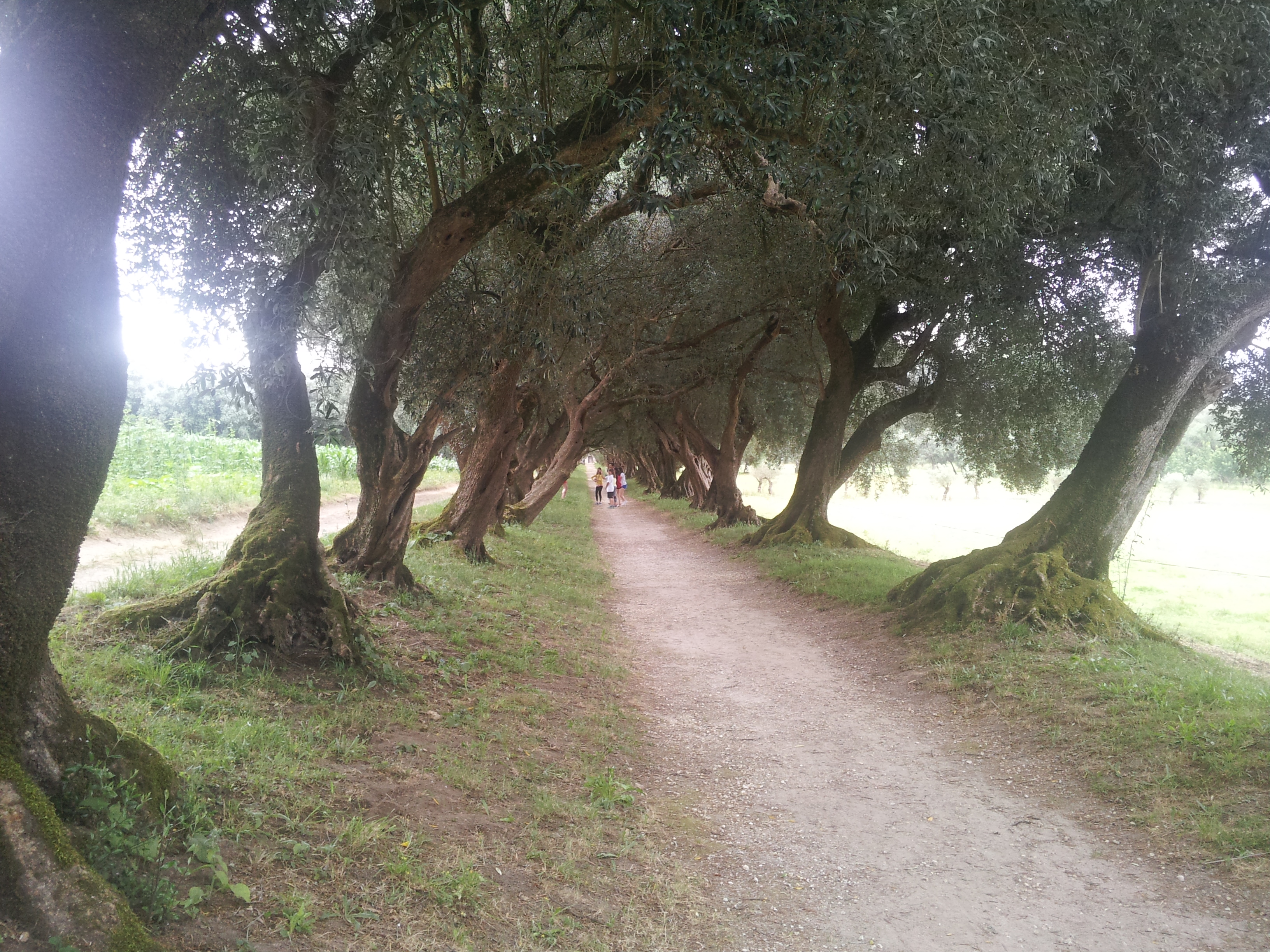
El paseo de los Olivos en la finca del Pazo de Ortigueira está formado por un conjunto de más de quinientos ejemplares y que produjeron aceite hasta el siglo XX.

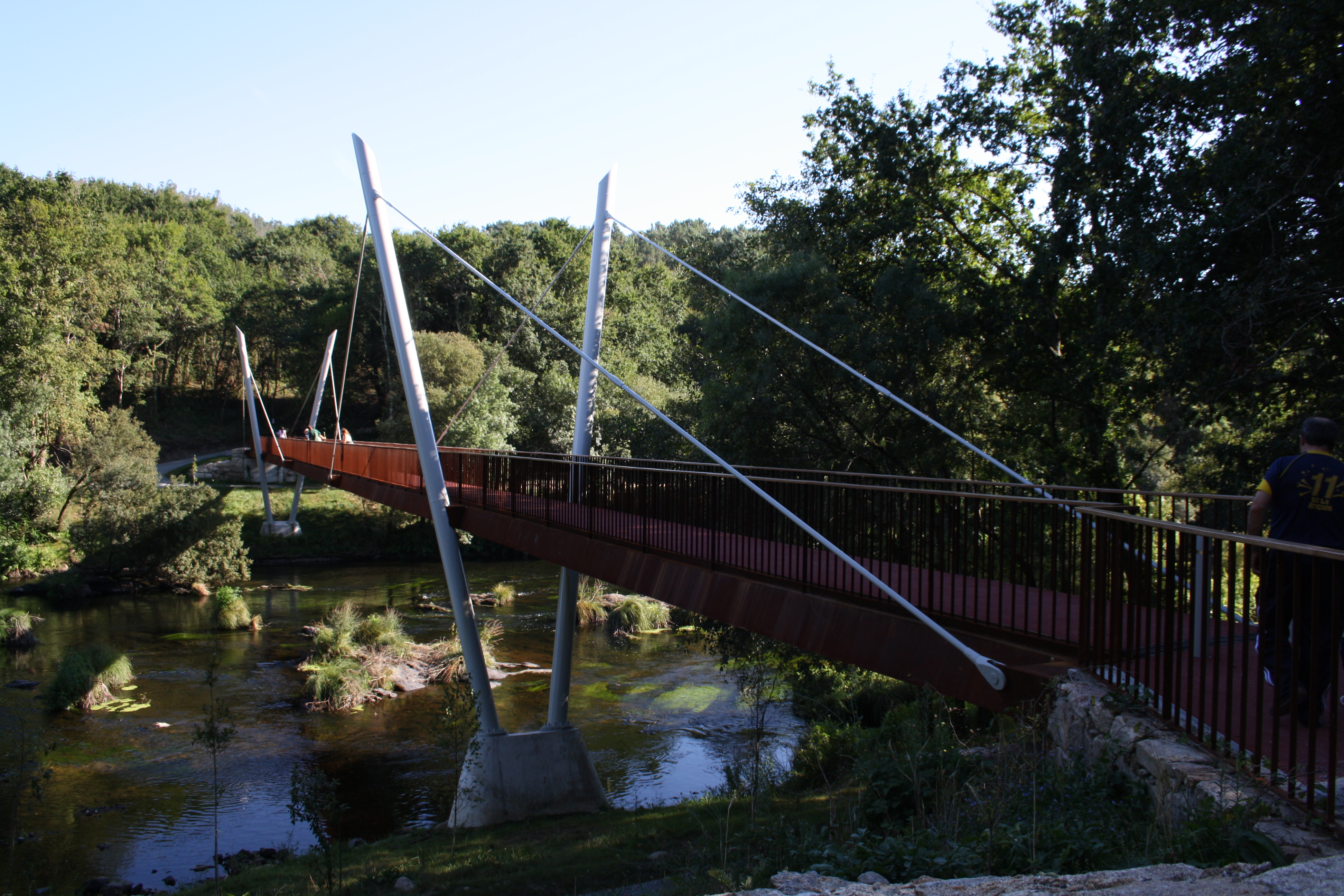
El puente colgante cercano al coto de Ximonde es uno de los atractivos turísticos relacionados con el río Ulla que ofrece el ayuntamiento.

La oferta turística de Vedra se fundamenta en torno al Camino de Santiago, a la cultura y su patrimonio y a los recursos hidrográficos.
El Camino de Santiago cuenta con varias rutas que atraviesan el ayuntamiento conocidas como la Vía de la Plata. Su origen se debe probablemente a las vías romanas y que tras su desaparición se aprovecharon como vías de peregrinación a Compostela. Esta vía hace su entrada en Vedra por la parroquia de Puente Ulla y continua hacia San Pedro de Vilanova por el lugar de Outeiro. Allí se encuentra la capilla del Santiaguiño, fechada en el siglo XVIII y una fuente de estilo barroco con una inscripción que relata el traslado del cuerpo del apóstol Santiago y un relieve que representa una leyenda. En el centro se observan las de figuras Santiago, Teodoro y Atanasio que según algunos autores provienen del antiguo coro románico de la Catedral de Santiago. Muy cerca de este lugar se encuentra el último albergue de peregrinos antes de llegar a Santiago y continuando el camino se adentra por Boqueixón y vuelve de nuevo a Vedra cruzando el río Pereiro por Ponte Busacos. A partir de ahí el camino abandona el ayuntamiento y se adentra ya en tierras compostelanas cuyo camino hace su entrada por la puerta de Mazarelos en la que hay una alusión a las tierras del Ulla.
Por otra parte la asociación Asociación Camiño Miñoto Ribeiro reivindica desde 2014 la recuperación y oficialidad del camino Miñoto Ribeiro, una de las más antiguas rutas jacobeas y que comunica el norte de Portugal con Galicia, salva el río Ulla por el puente de Sarandón y atraviesa el municipio de Vedra.
Además de su importancia por su riqueza natural y paisajista, los ríos constituyen un importante reclamo turístico para el ayuntamiento y en general para toda la comarca de Santiago. La oferta deportiva vinculada a los ríos es amplia, desde la pesca al rafting, kayak, piragüismo, senderismo o el ciclismo.

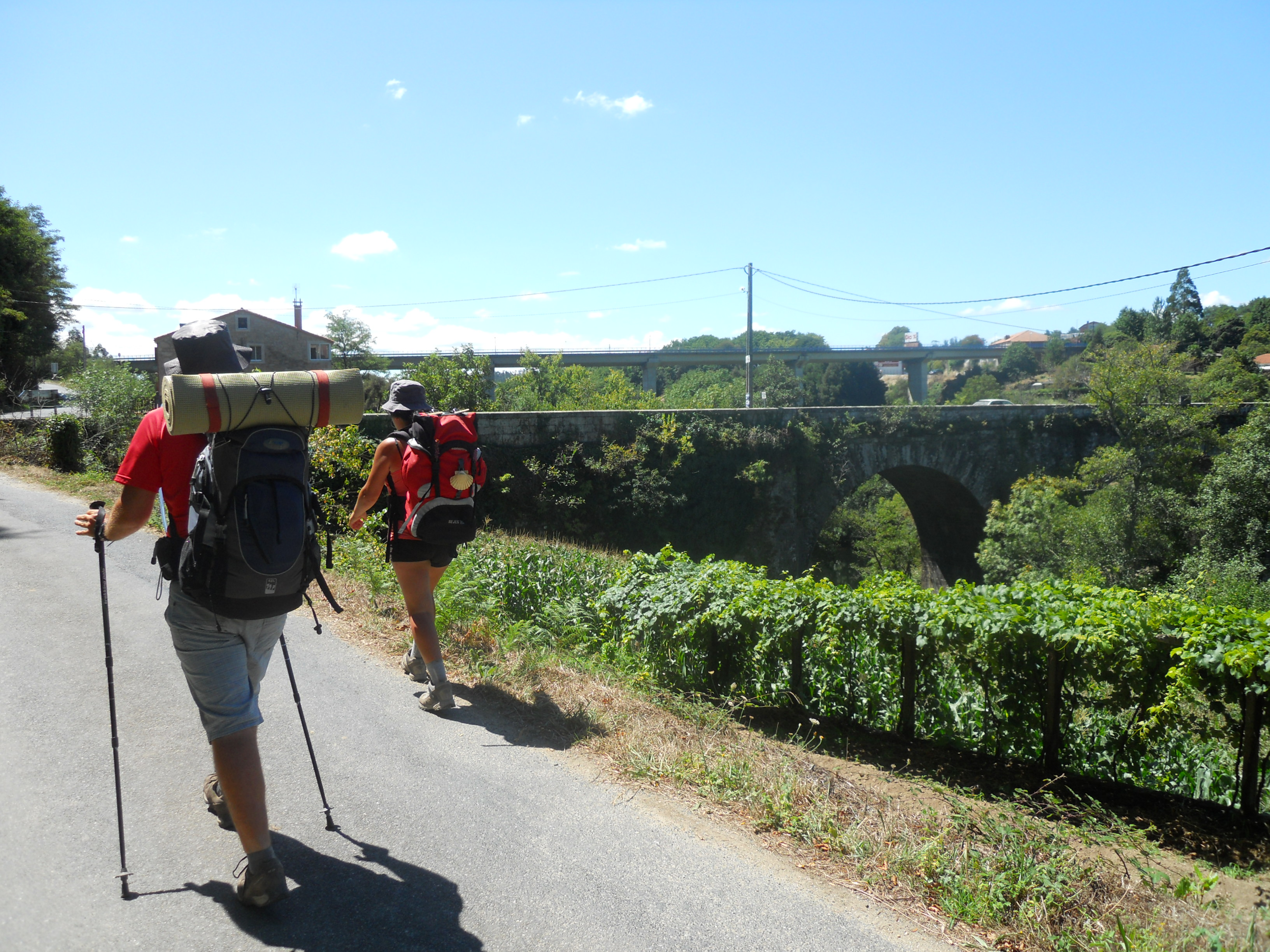
Pelegrinos realizando el Camino de Santiago por la parroquia de Puente Ulla.

El río Ulla cruza todo el sur del ayuntamiento y cuenta con varios puntos a destacar: el mirador de Gundián, área de interpretación de los molinos (Área de Interpretación dos Muíños) y el Coto de Ximonde. El ayuntamiento cuenta con tres rutas de senderismo ligadas a los ríos: Ruta do Pereiro, Ruta dos Muíños y Ruta de San Xoán da Cova.
Muy cerca del puente de Sarandón, se encuentra el Museo de la Pesca, donde se exponen instrumentos de pesca y fotografías.
Dentro de la oferta hostelera destacan: los pazos (el de Santa Cruz cuenta con horarios de visita), restaurantes, casas de turismo rural, pensiones y hoteles. El Pazo de Ortigueira está incluido dentro de la Ruta da Camelia (Ruta de la Camelia) ofertada por la Agencia Gallega de Turismo de Galicia en la que ofrece visitas por la zonas donde esta flor de origen asiático ha sido cultivada y conservada. La camelia también es protagonista en las Xornadas ao redor da camelia (Jornadas alrededor de la camelia) donde se exponen diversas variedades de esta flor así como arreglos florales con distintos motivos.
El vino tiene gran importancia social y cultural en Vedra que ofrece diversas posibilidades turísticas relacionadas con este producto, como la Fiesta del Vino del Ulla o un itinerario por la Ruta do Viño Rías Baixas de la Subzona Ribeira do Ulla.

## Equipamientos municipales

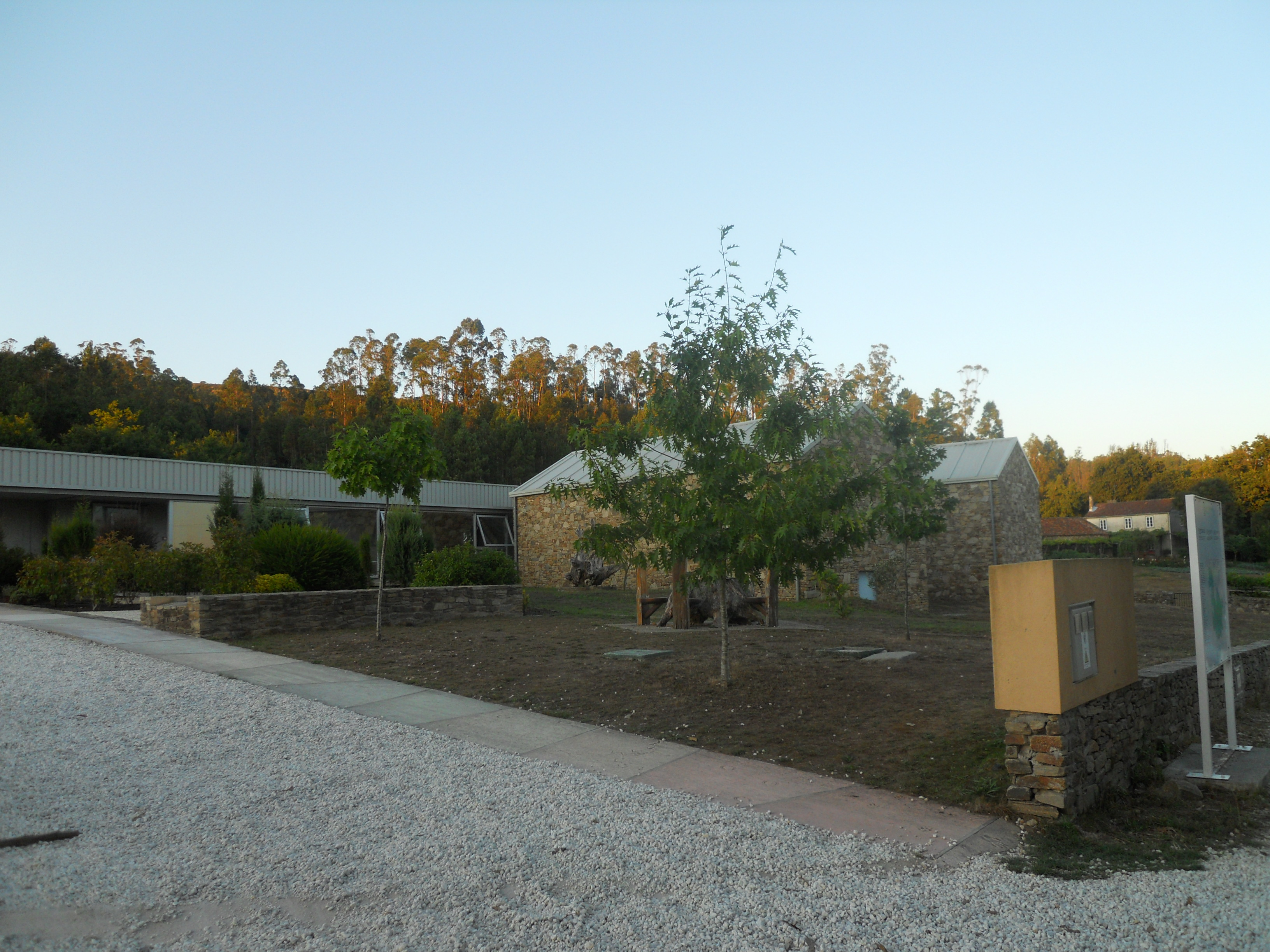
Albergue de peregrinos en San Pedro de Vilanova.

- Albergue de peregrinos (San Pedro de Vilanova).
- Biblioteca y ludoteca municipal.
- Centro de salud (Avda. Mestre Manuel Gómez, Vedra).
- Casa de las Artes de Vedra (Nande, San Fins de Sales).
- Centro de Interpretación - Museo de Vedra (Pousada de Abaixo, Vedra).
- Centro Social de Vedra.
- Casa do Antigo Xulgado de Vedra.
- Casa da Cultura de Sta Cruz de Ribadulla, de San Xián de Sales, de San Miguel de Sarandón y de Merín.
- Centro de Dinamización e Promoción Municipal "Casa dos Peóns" (San Pedro de Vilanova).
- Local social de San Fins de Sales, de Trobe, de San Mamede de Ribadulla, de San Pedro de Sarandón, de Ponte Ulla, de San Pedro de Vilanova, de Illobre, y local Social da Rectoral da Ponte Ulla.
- Museo Modesto Paz Camps. Se encuentra en San Fins de Sales inaugurado en 2002 y dio nombre al pintor, residente en Santiago pero muy vinculado a Vedra.[159] En 2014 tras un desacuerdo con el ayuntamiento la familia del pintor decidió retirar cerca de un centenar de obras expuestas.[160] Desde entonces el edificio recibe el nombre de Casa de las Artes de Vedra.
- Oficina de atención al peregrino (Rectoral de A Ponte Ulla).
- Áreas de recreo de Agronovo y Cubelas.
- Mirador de Gundián.
- Área de Interpretación dos Muíños.
- Coto de Ximonde.
- Punto limpio.